# Луксор
Луксо́р (араб. الأقصر) — місто у Верхньому Єгипті, адміністративний центр мухафази Луксор. Населення — 487 896 осіб (2010 р.). Кліматичний курорт, туристичний центр.

## Географія
Знаходиться за 640 км від Каїра. Річка Ніл ділить його на дві частини: Східний Луксор — місто живих, де фараони мешкали і будували свої молитовні храми, присвячені богу Амону, і Західний Луксор — місто мертвих, де розташовані похоронні храми і гробниці, висічені в горі.

### Клімат
Місто знаходиться у зоні, котра характеризується кліматом тропічних пустель. Найтепліший місяць — липень із середньою температурою 32.8 °C (91 °F). Найхолодніший місяць — січень, із середньою температурою 14.4 °С (58 °F).
| Клімат Луксора          | Клімат Луксора | Клімат Луксора | Клімат Луксора | Клімат Луксора | Клімат Луксора | Клімат Луксора | Клімат Луксора | Клімат Луксора | Клімат Луксора | Клімат Луксора | Клімат Луксора | Клімат Луксора | Клімат Луксора |
| Показник                | Січ.           | Лют.           | Бер.           | Квіт.          | Трав.          | Черв.          | Лип.           | Серп.          | Вер.           | Жовт.          | Лист.          | Груд.          | Рік            |
| Абсолютний максимум, °C | 32             | 37             | 43             | 46             | 50             | 47             | 46             | 46             | 43             | 42             | 37             | 33             | 50             |
| Середній максимум, °C   | 21             | 23             | 28             | 33             | 37             | 40             | 40             | 38             | 37             | 33             | 27             | 22             | 32             |
| Середня температура, °C | 14             | 16             | 20             | 26             | 30             | 32             | 32             | 32             | 30             | 27             | 20             | 16             | 25             |
| Середній мінімум, °C    | 7              | 9              | 13             | 18             | 21             | 24             | 25             | 25             | 23             | 20             | 13             | 8              | 17             |
| Абсолютний мінімум, °C  | 0              | 0              | 1              | 5              | 12             | 16             | 17             | 18             | 17             | 10             | 1              | 0              | 0              |
| Днів з опадами          | 1              | 0              | 0              | 0              | 0              | 0              | 0              | 0              | 0              | 1              | 0              | 0              | 2              |
| Вологість повітря, %    | 55             | 50             | 40             | 35             | 30             | 30             | 30             | 35             | 40             | 45             | 55             | 60             | 42.1           |
| ----------------------- | -------------- | -------------- | -------------- | -------------- | -------------- | -------------- | -------------- | -------------- | -------------- | -------------- | -------------- | -------------- | -------------- |
| Джерело: Weatherbase    |                |                |                |                |                |                |                |                |                |                |                |                |                |

## Історія
Луксор є одним з найдавніших міст у світі. Точно не відомо, коли він був побудований. Давні єгиптяни називали місто Уасет, що означає скіпетр. Своєю чергою греки називали його Фіви, а римляни — Dios Polis Magna. Коли араби завоювали Єгипет, місто одержало свою останню назву — Луксор, що означає місце безлічі палаців.
В стародавньо-єгипетській історії Луксор займає вагоме місце, особливо за часів Нового царства, коли він був столицею усієї країни. Луксор — це сцена, де розігрувалася історія Аменхотепа IV (Ехнатона), — першого фараона, який закликав всіх людей до єдинобожжя, до бога Атона.
У Луксорі (на території давніх Фів) археологами був виявлений згорток з переліком двадцяти одного золотоносного району, у яких велися гірничі роботи за часів фараона Рамзеса II (1317—1251 до н. е.). До цього ж періоду належить унікальна мапа єгипетських золотих рудників, що розташовувались на території Східної пустелі. Ця найдавніша географічна мапа, вік якої понад 3300 років, дістала назву «Туринська папірусна карта» (за назвою міста зберігання рукопису). Вона відображує план одного з гірничих районів луксорського списку, так звану «Чисту гору».

## Пам'ятні місця

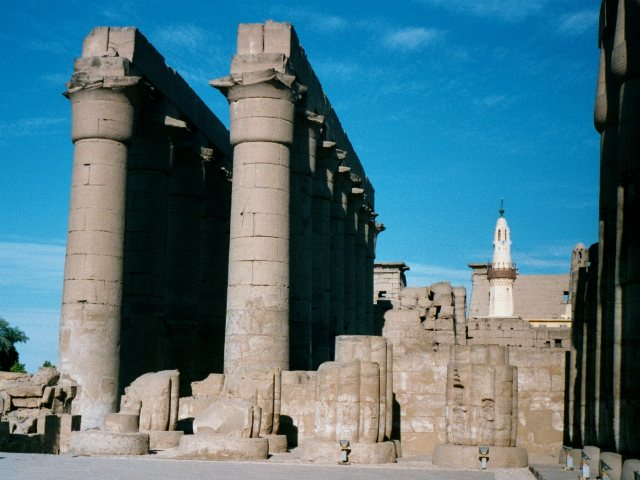
Луксорський храм

Найбагатшим джерелом історичних артефактів є один з найвідоміших храмів світу — храм Карнак. Не менше відомий Луксорський храм, розташований на східному березі Нілу. Колись він був сполучений з Карнакським храмом великою алеєю, уздовж якої розташовувалися сфінкси, але зараз ці два храми відокремлено сучасними спорудами центральної частини міста Луксор.
На західному березі Нілу Аменхотеп побудував похоронний храм на честь бога Амона. Храм був зруйнований у 27 році до н. е., від нього залишилося дві статуї Аменхотепа, які називають колоси Мемнона. В горах на західному березі Нілу відкриваються невеликі долини, з яких найвідоміша Долина царів (Долина фараонів). Приблизно за півтора кілометра від неї розташована Долина цариць, де ховали жінок та малолітніх дітей фараонів. В Долині царів відомі 42 гробниці, майже всі — царські. На відміну від фараонів Стародавнього царства, чия столиця знаходилася в Мемфісі, фіванські фараони часів Нового царства не будували пірамід. Гробниці вирубані в скелях, їх прагнули якомога ретельніше приховати від стороннього погляду. Входи в гробниці засипали великим камінням, замуровували. Але і це не уберегло гробниці від розорення. Всі гробниці побудовані за схожим планом: похилий коридор завдовжки до 200 м, який круто спрямований вниз на глибину до 100 м і закінчується трьома або чотирма кімнатами. Стіни і стелі коридорів і кімнат покривають кольорові малюнки, що розповідають про життя і подвиги покійного. В Долині цариць археологам вдалося знайти понад 70 гробниць. Зовнішнім виглядом вони нагадують гробниці в Долині царів, хіба що вони трохи менші за розмірами. Найбільший інтерес викликає розписана від стін до стелі гробниця Нефертарі, дружини фараона Рамзеса II. Після реставрації, закінченої в 1995 році, вона знов відкрита для відвідин. Але доступ в неї обмежений: відвідувачів пускають групами по 10 осіб і всього на 10 хвилин. За день її встигають оглянути лише 150 осіб. Оглядачі можуть захоплюватися стінними розписами, що ілюструють «Книгу мертвих», і зображенням прекрасної цариці в товариствіОсіріса або за грою, схожою на шахи. Похоронну камеру осяяло зведення у вигляді зоряного неба.
Більшість колосів Луксорського храму, у тому числі парадний, північний вхід у вигляді величезного пілона, були зведені в XIII столітті до нашої ери при одному з наймогутніших і знаменитих фараонів — Рамзесі II. Будівництво храму було продовжено і при фараоні Аменхотепі III. Храм був присвячений божественній тріаді — Амону, його дружині Мут і їх сину Хонсу. Перші християни використовували частини храму для відправлення своїх богослужінь. З появою в Єгипті ісламу на наносах мулу, що частково вкрив старовинну будову, було збудовано мечеть. Її можна побачити і в наш час. Луксорський храм простягався на чверть кілометра уздовж Нілу. Колись біля вхідного пілона стояли шість великих статуй. Зараз залишилося тільки три колоси, кожний заввишки 20 метрів, які зображають Рамзеса II і його дружину Нефертарі. Зберігся і один з двох гранітних обелісків. Інший під час походу Наполеона до Єгипту був перевезений до Парижа. Усередині храму — колонади, двори, зали. Стіни пілона прикрашає розпис, що оповідає про бойові перемоги Рамзеса II над хеттами.
В Луксорі, в «місті мертвих», біля скелі стоїть храм цариці Хатшепсут, що добре зберігся. Цариця протягом багатьох літ будила фантазію романістів і загадувала єгиптологам все нові загадки.
Італійські археологи знайшли в єгипетському місті Луксор в Долині царів некрополь, який датується приблизно 1075—665 роками до н. е. У гробницях знаходилися фрагменти дерев'яних саркофагів, людські кістки та канопи — посудини для зберігання нутрощів. Некрополь був виявлений в районі храму Аменхотепа II, який не зберігся.
У 2019 році, під час розкопок при виконанні дорожніх робіт, у Луксорі знайдений підземний пам'ятник, дизайн якого нагадує Великого Сфінкса, який знаходиться в околицях пірамід в Гізі.

## Галерея стародавніх пам'яток

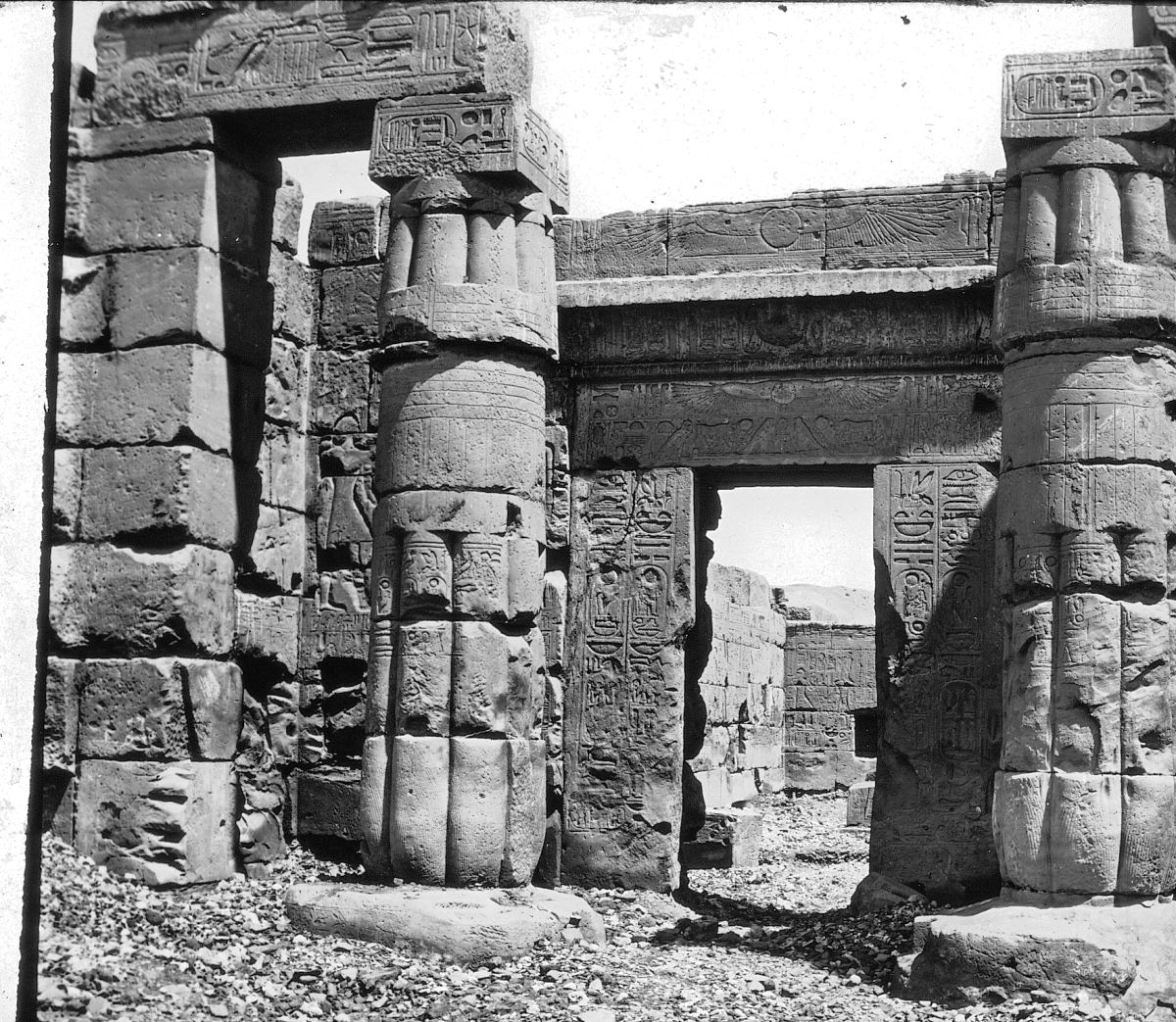
Східний вхід храму Сеті. Архів музею Брукліну
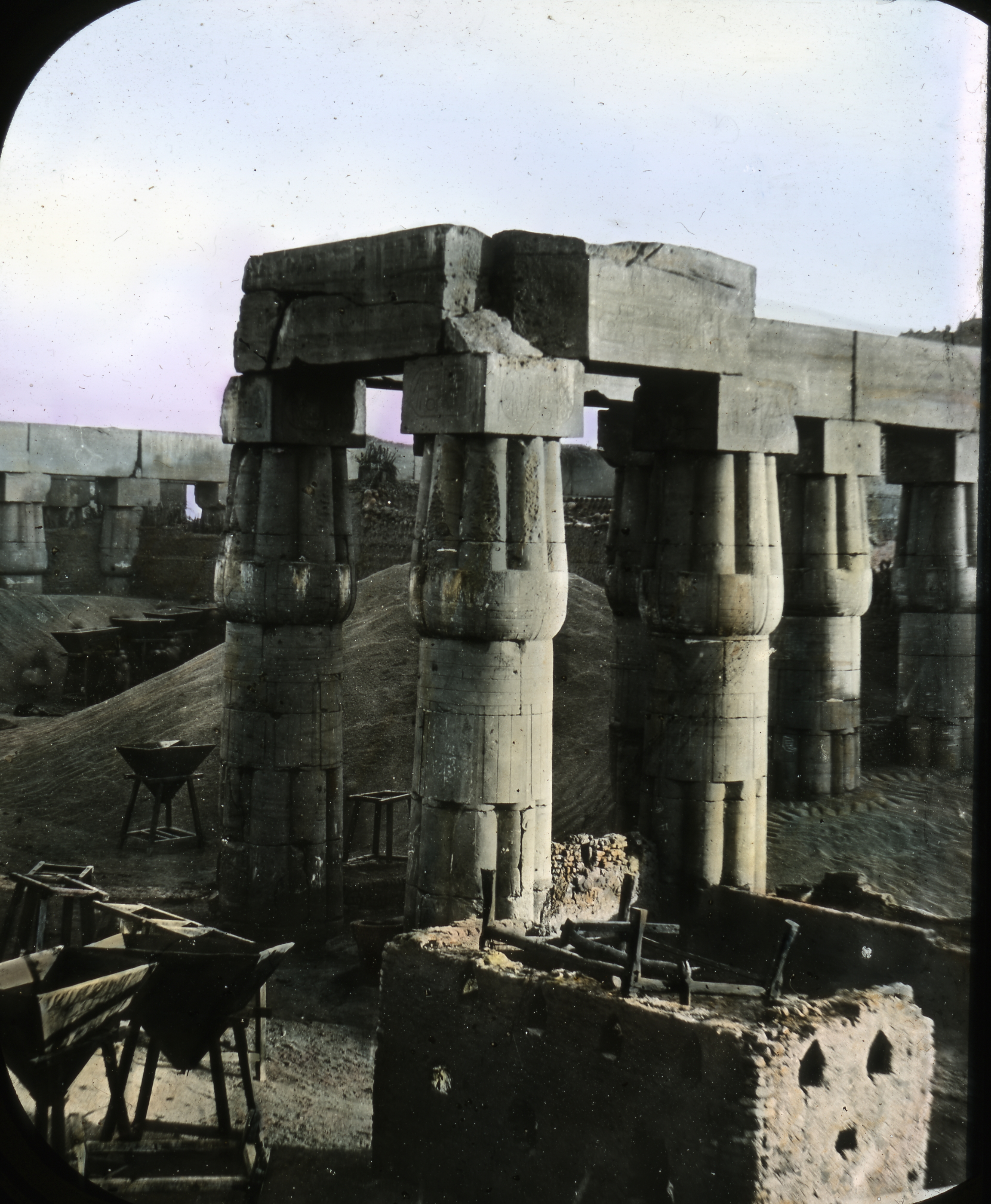
Задній двір перед розкопками. Архів музею Брукліну
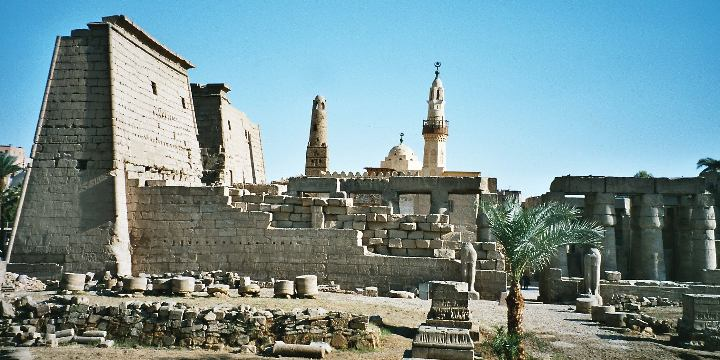
Луксорський храм
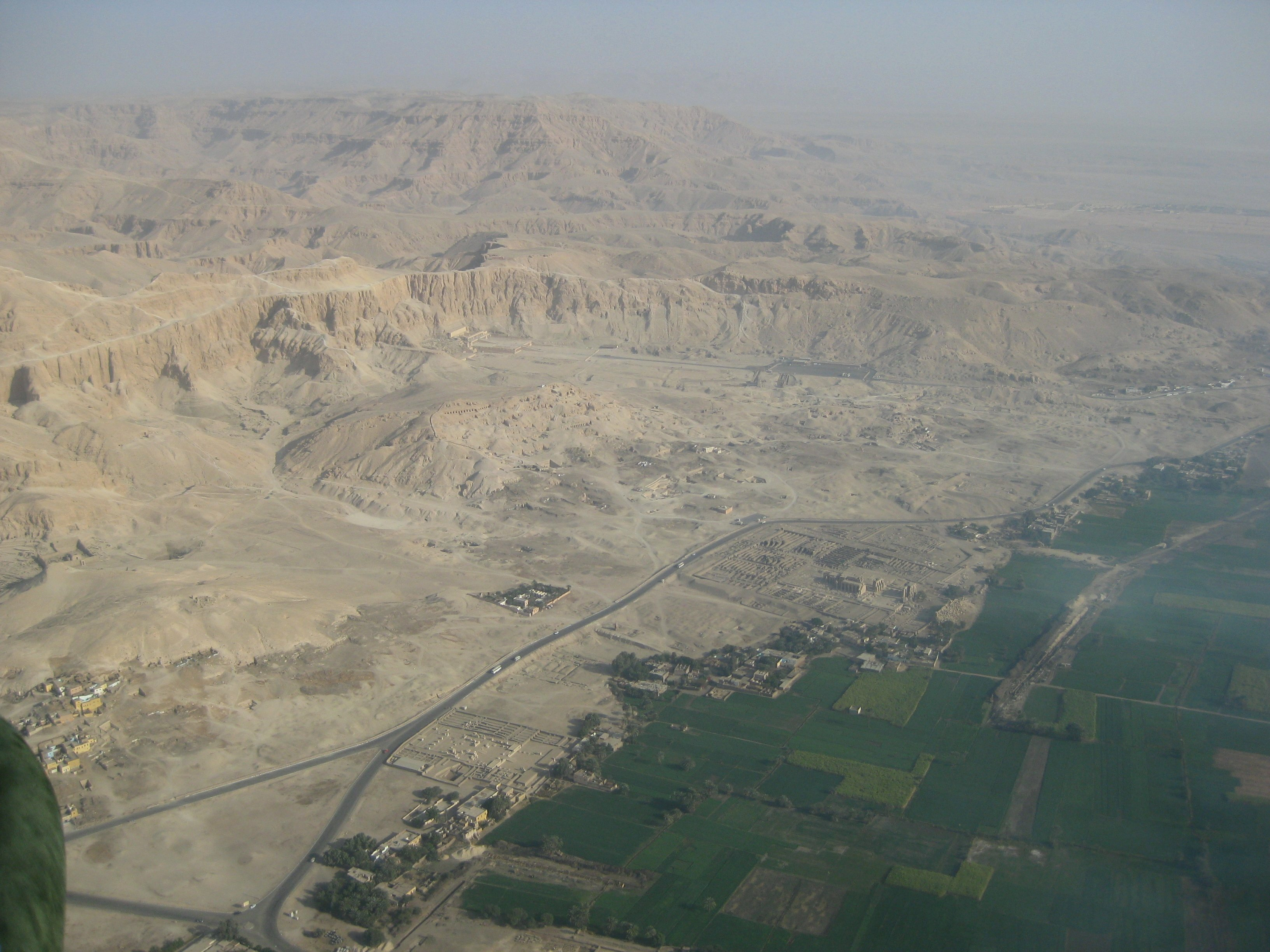
Фіванський некрополь
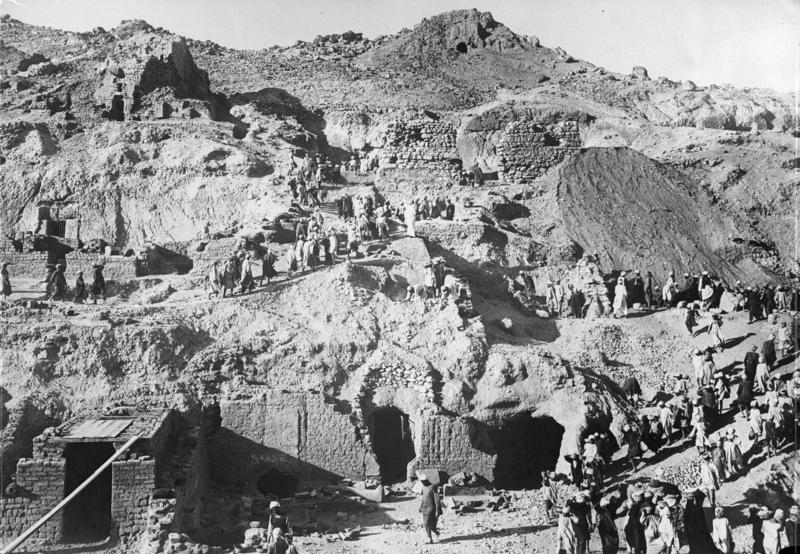
Розкопки

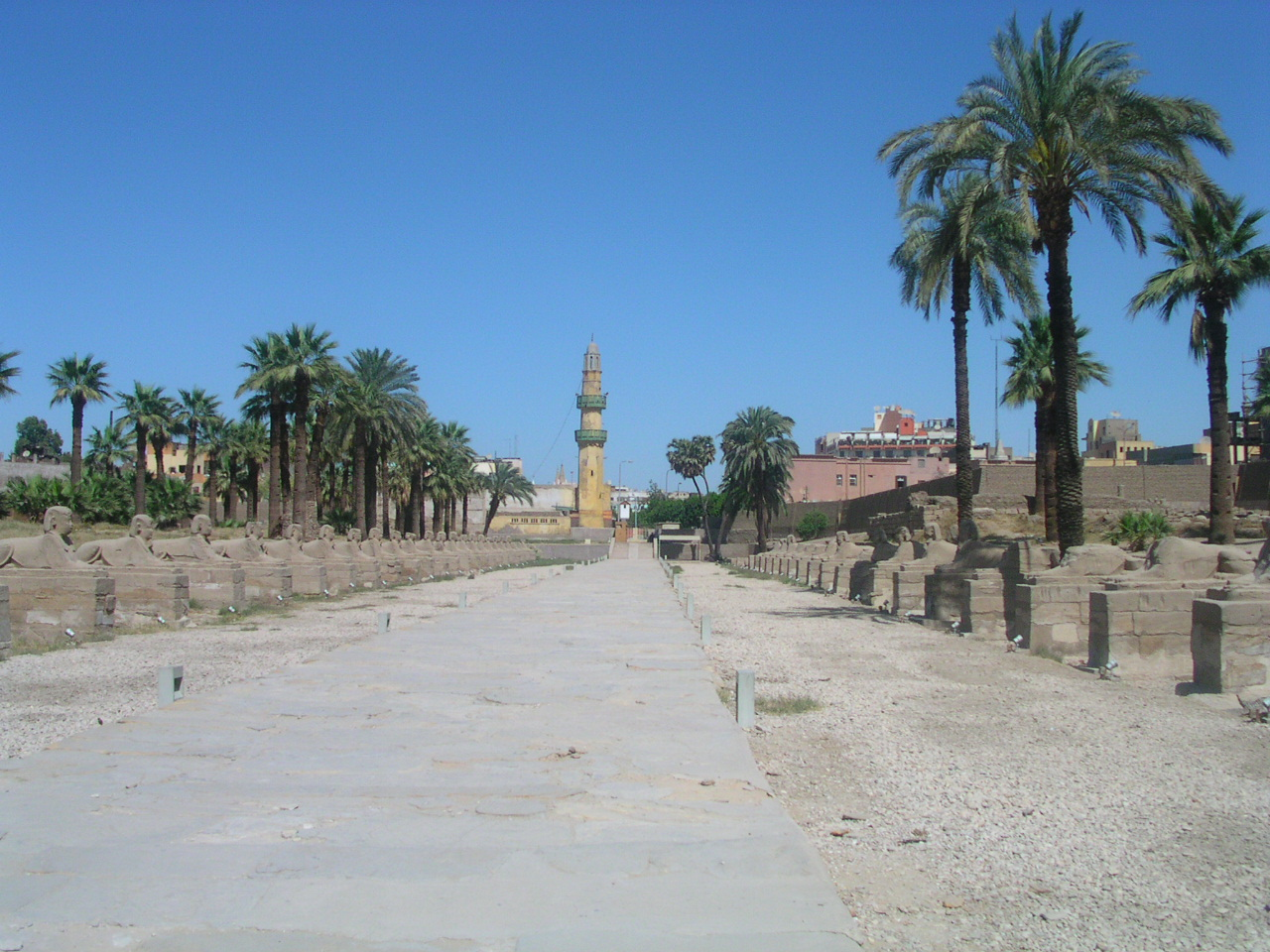
Сотні сфінксів колись вирівняли дорогу до прилеглої Карнаки
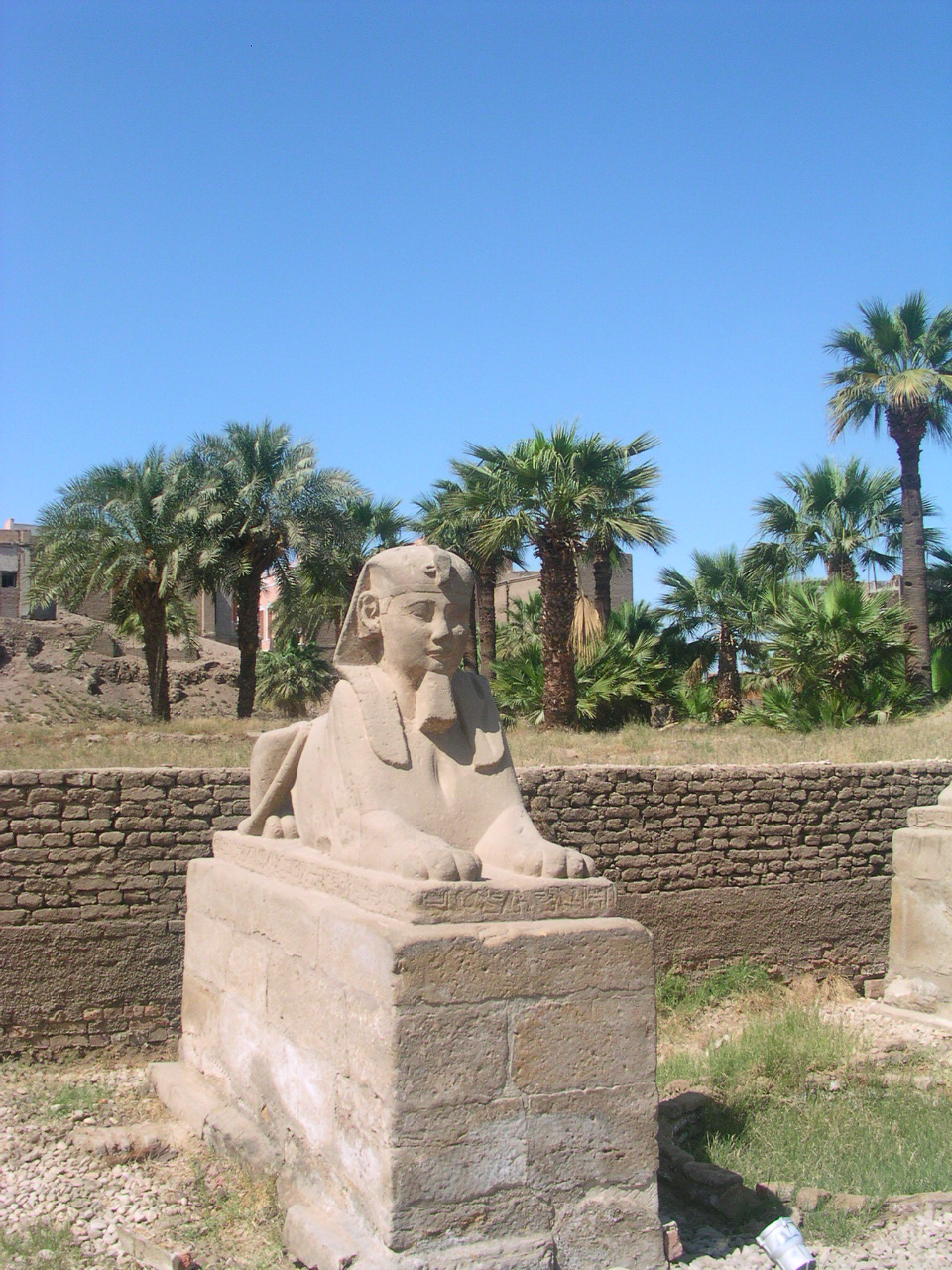
Сфінкс, що добре зберігся
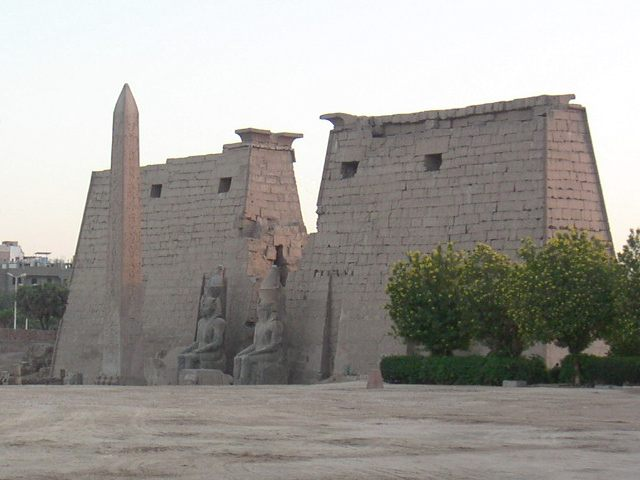
Масивний перший пілон
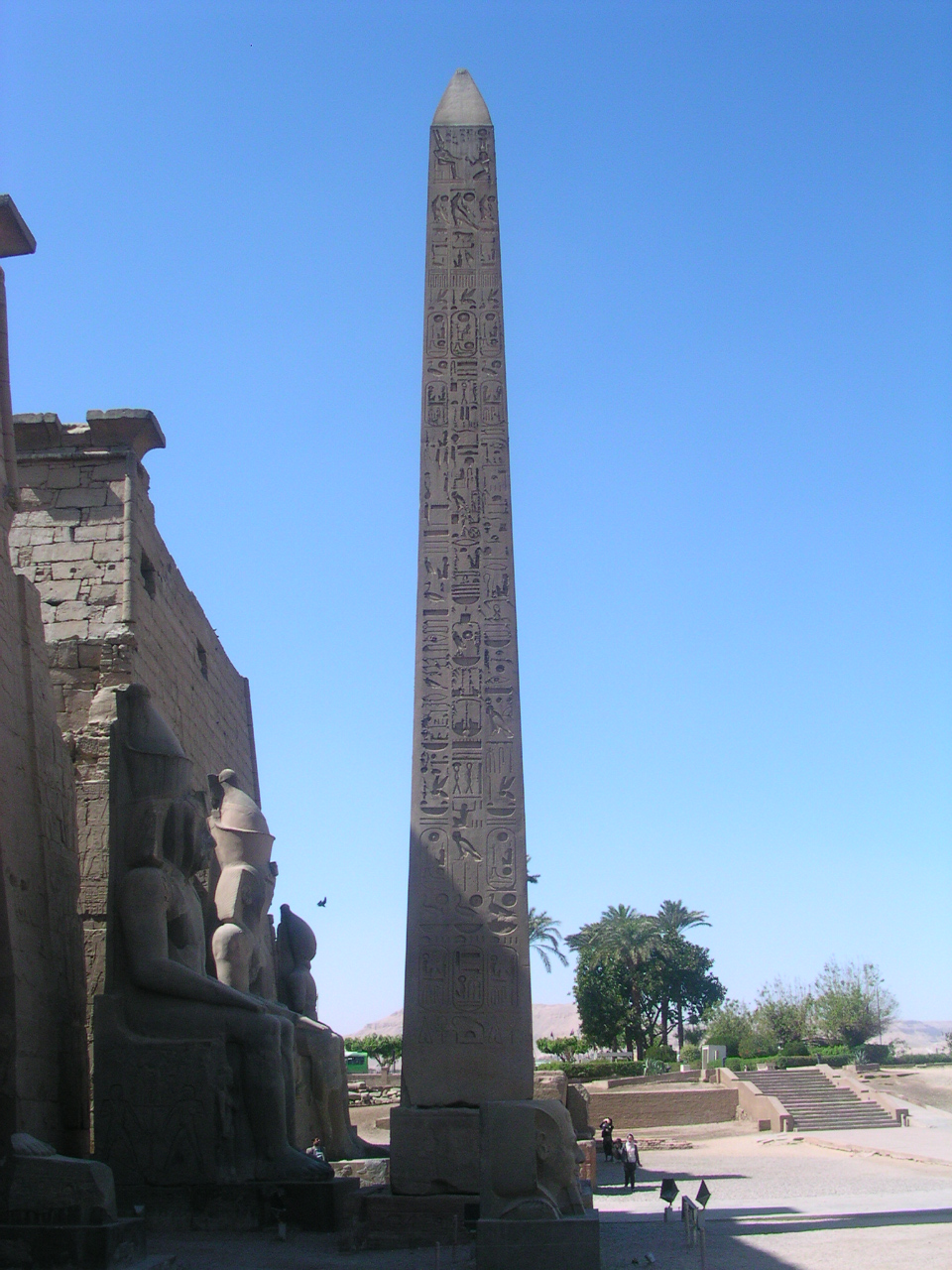
Обеліск з червоного граніту
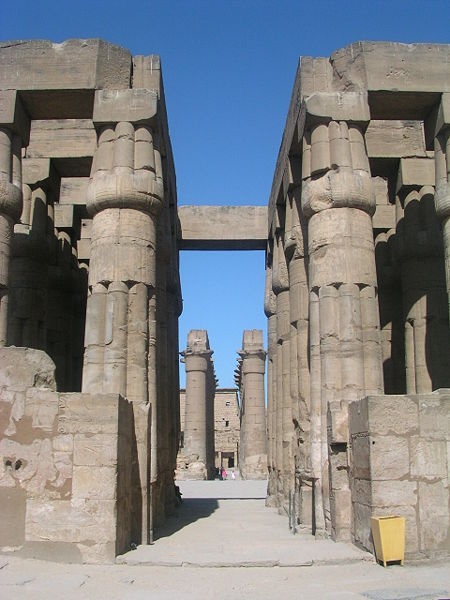
Центральний коридор храму
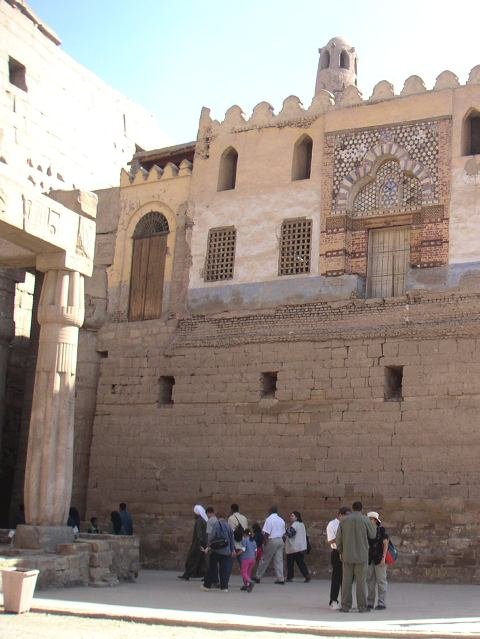
Мечеть всередині храму часів фараонів
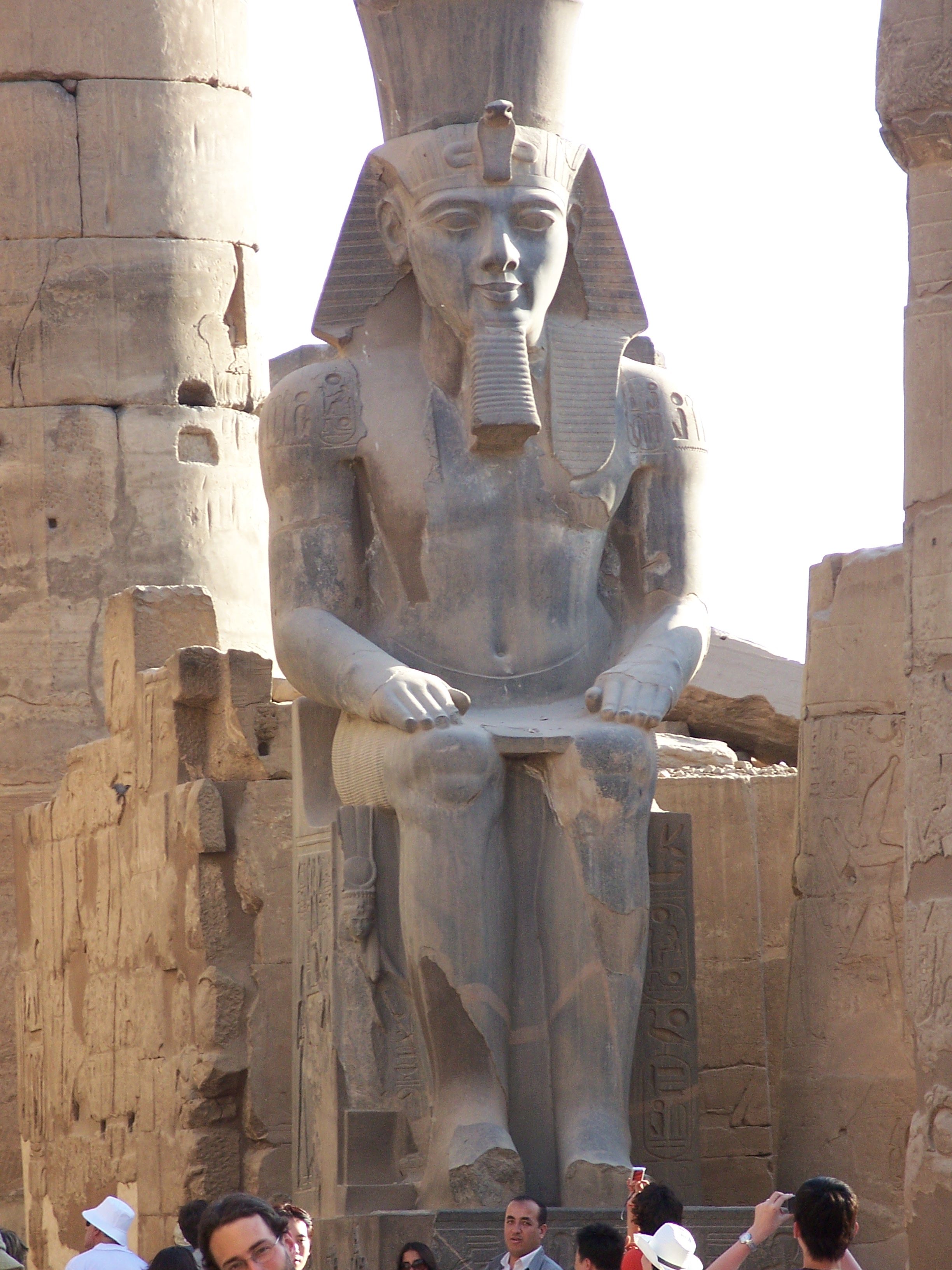
Сидячий колос Рамзеса II у Луксорському храмі
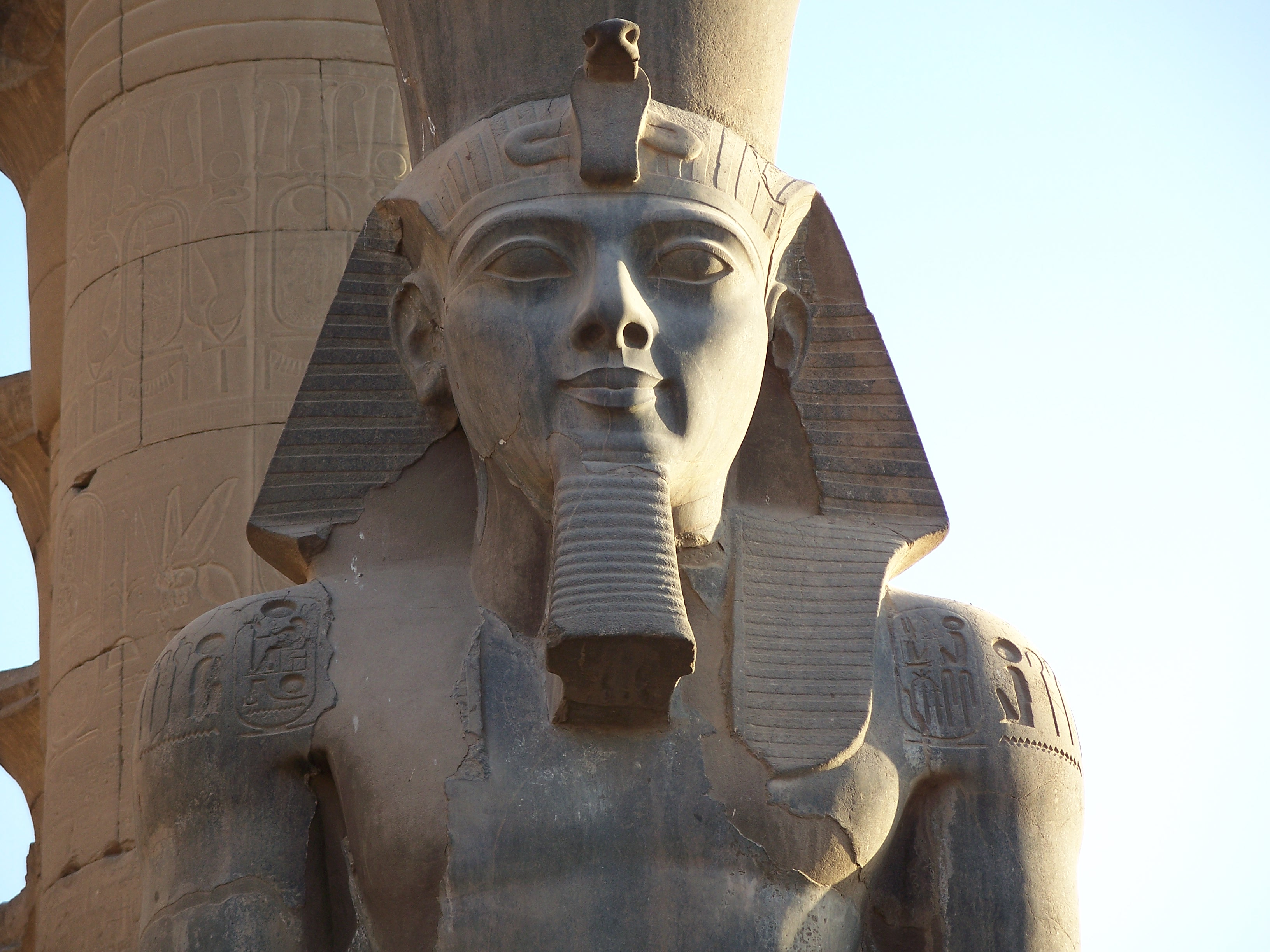
Той самий Колос зблизька
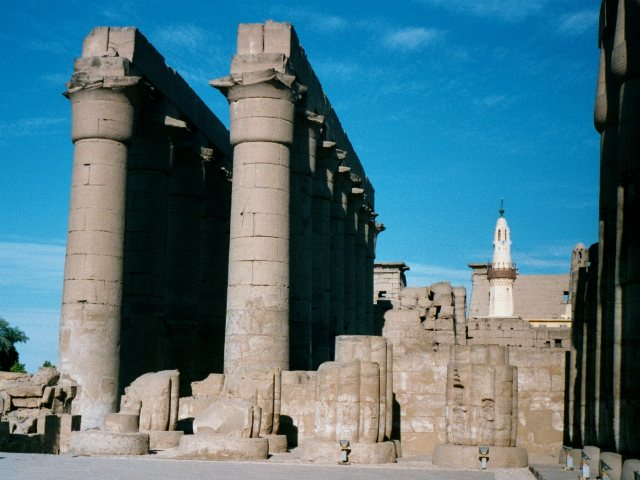
Колонада Аменхотепа у перистильному дворі
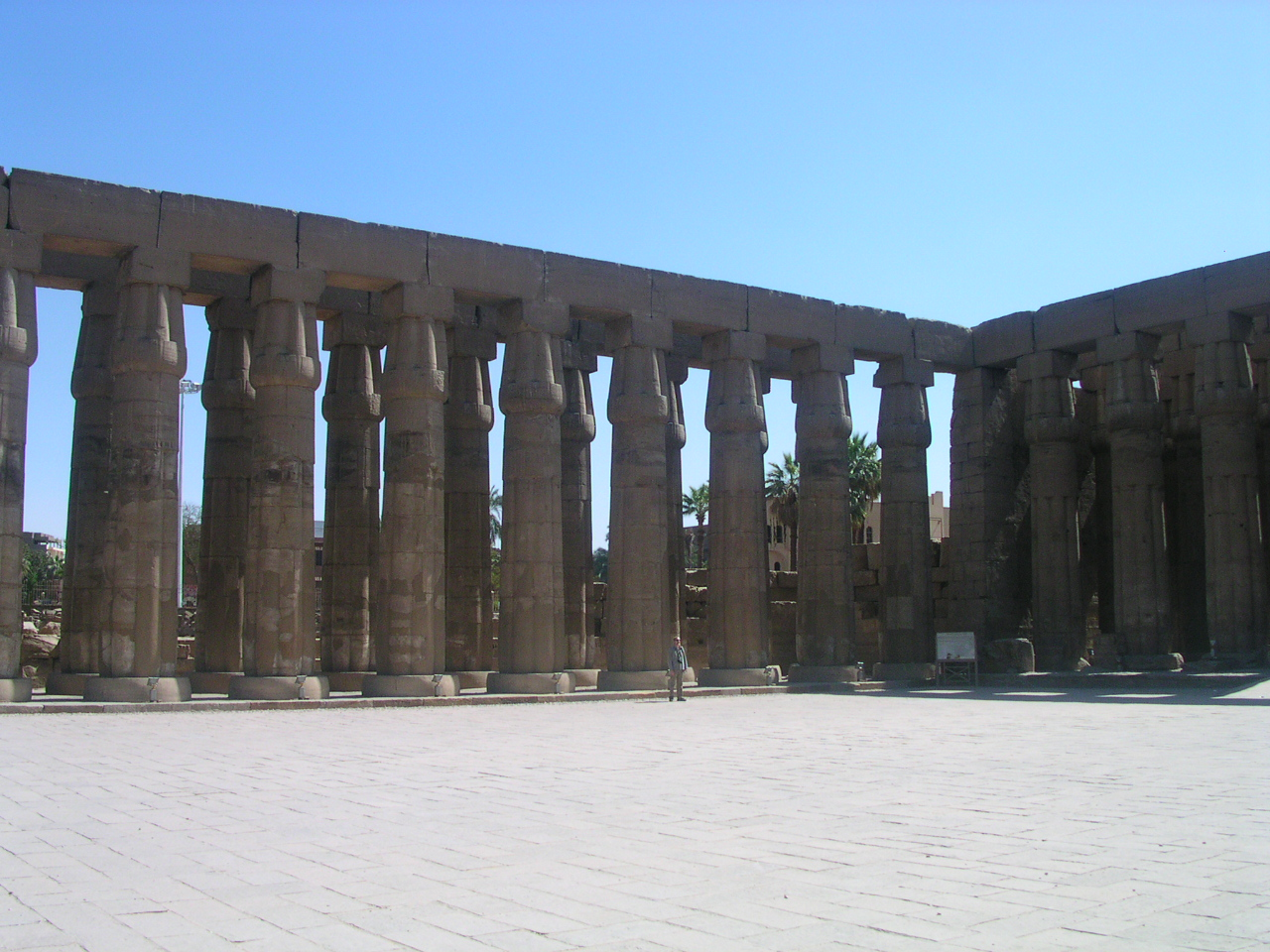
Східна сторона перистильного двору Аменхотепа III
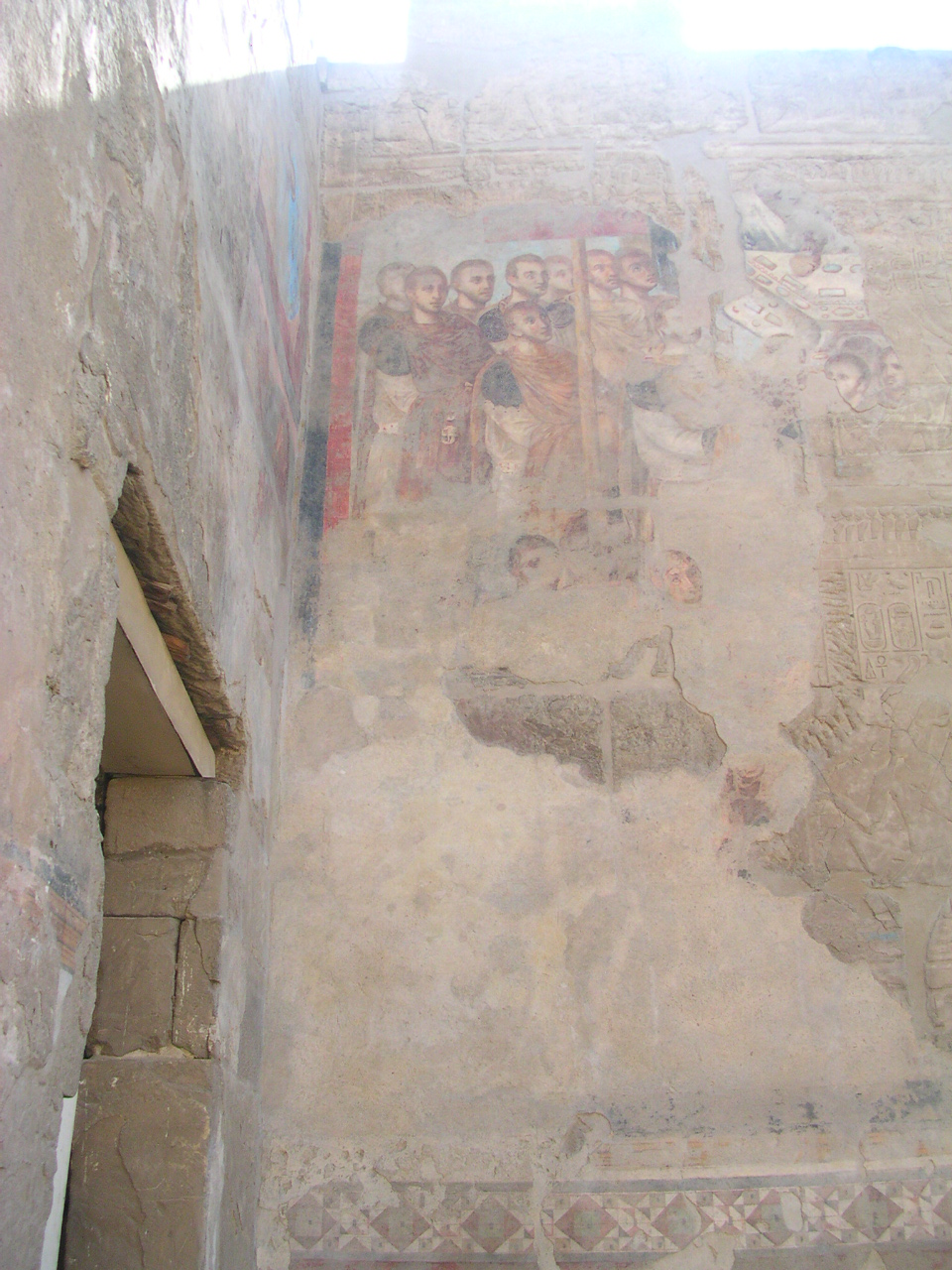
Римська фреска у внутрішньому приміщенні
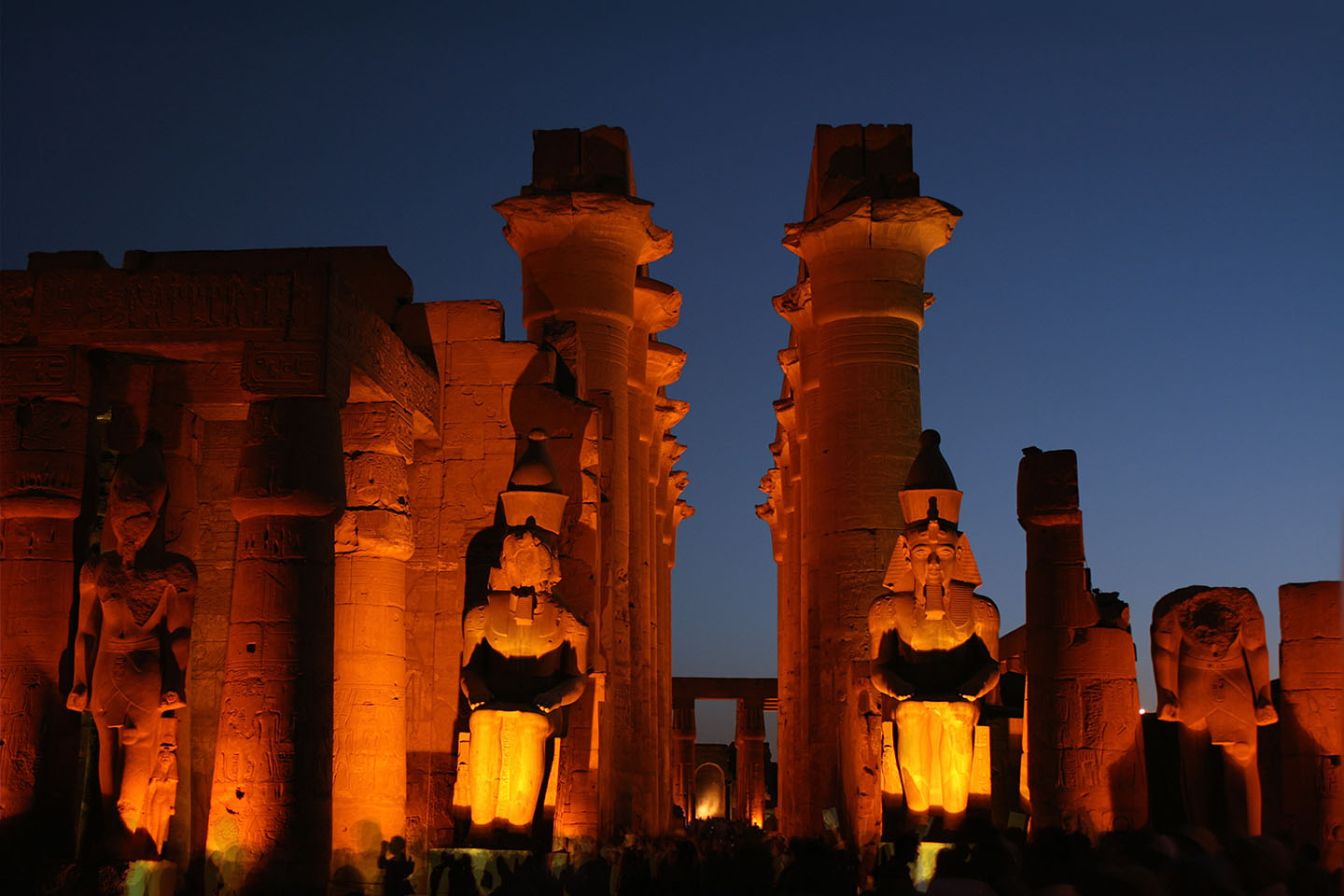
Центральний коридор і чотири колоси вночі
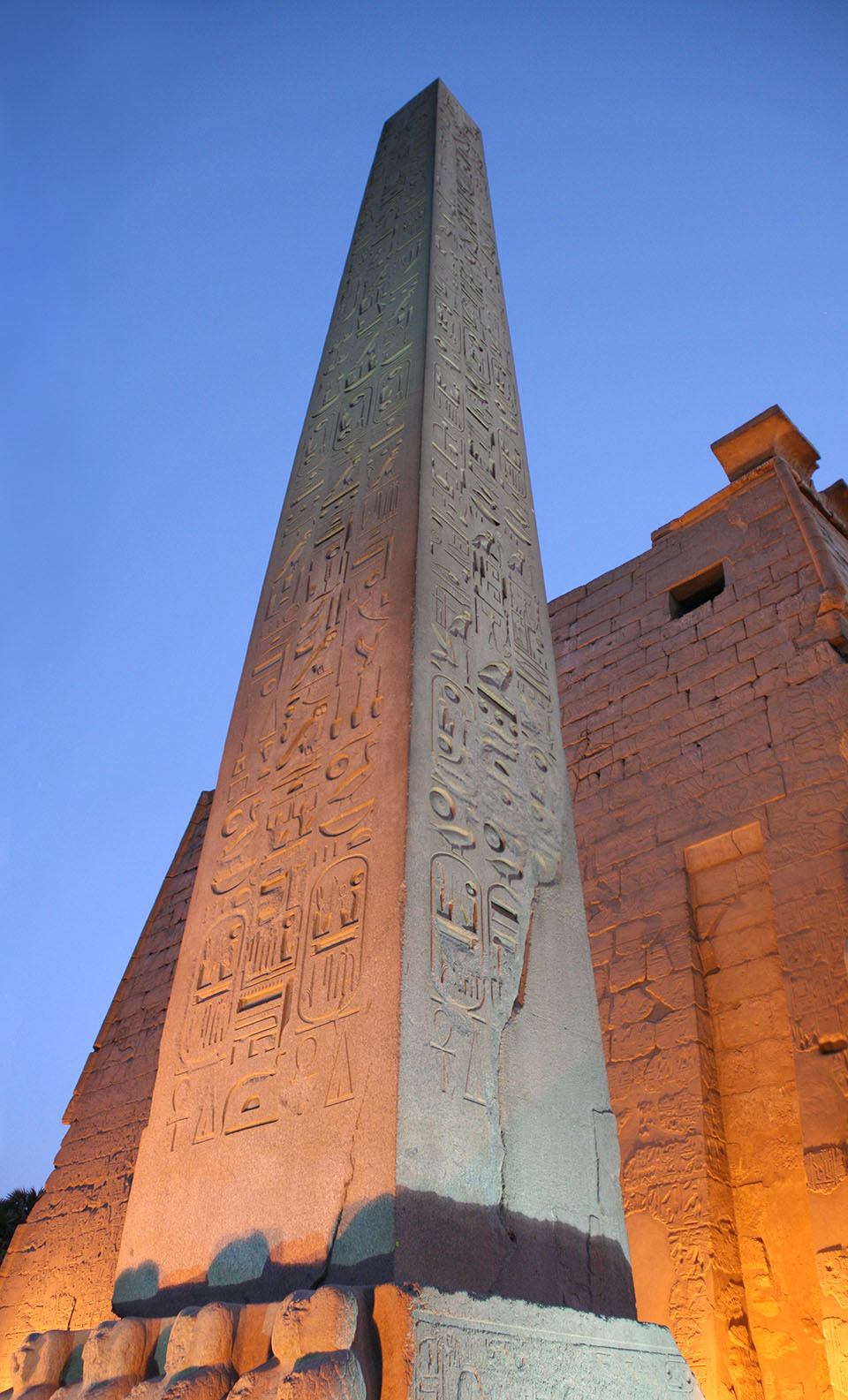
Освітлений обеліск з червоного граніту зблизька
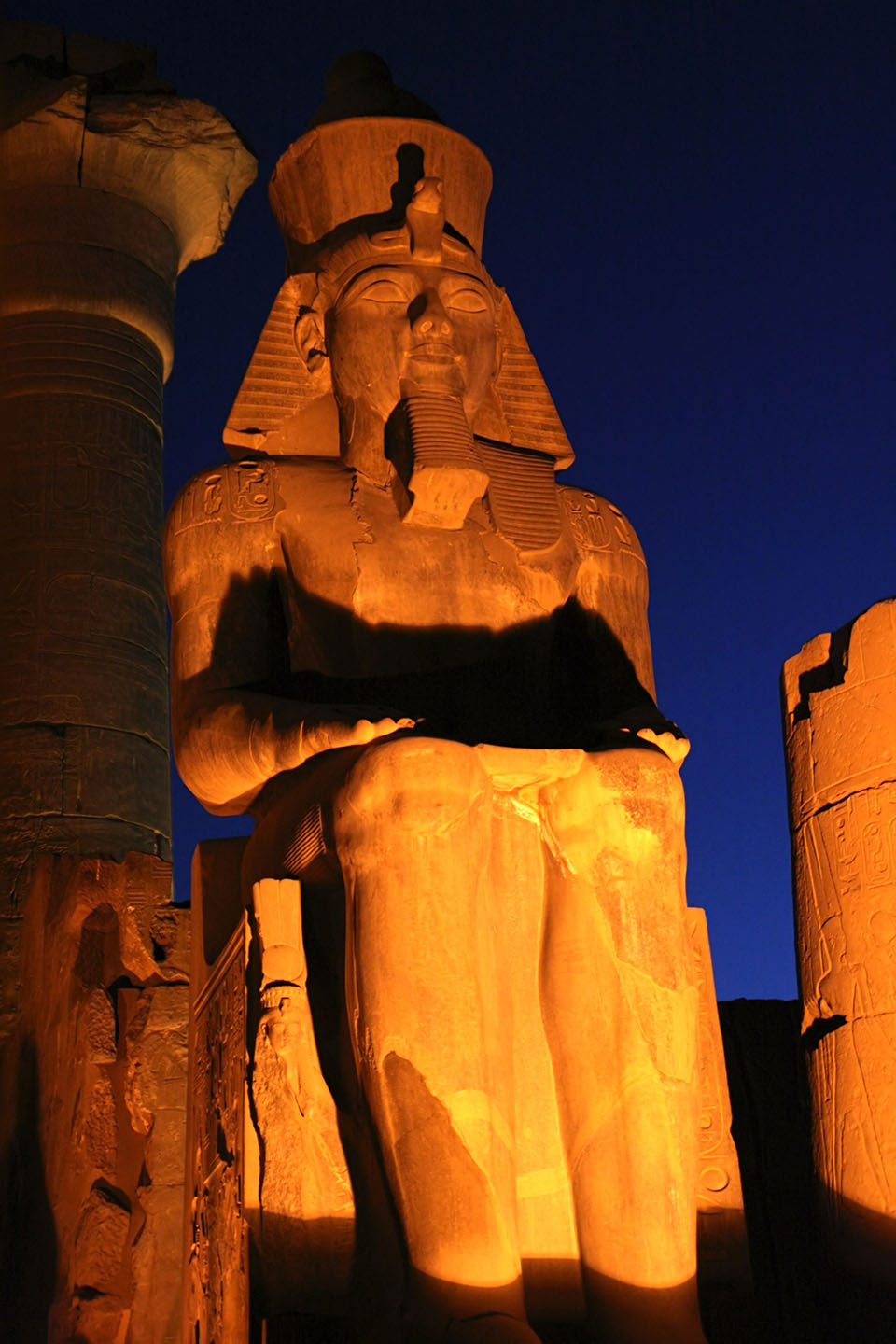
Сидячий Колос Рамзеса II всередині Луксорського храму вночі
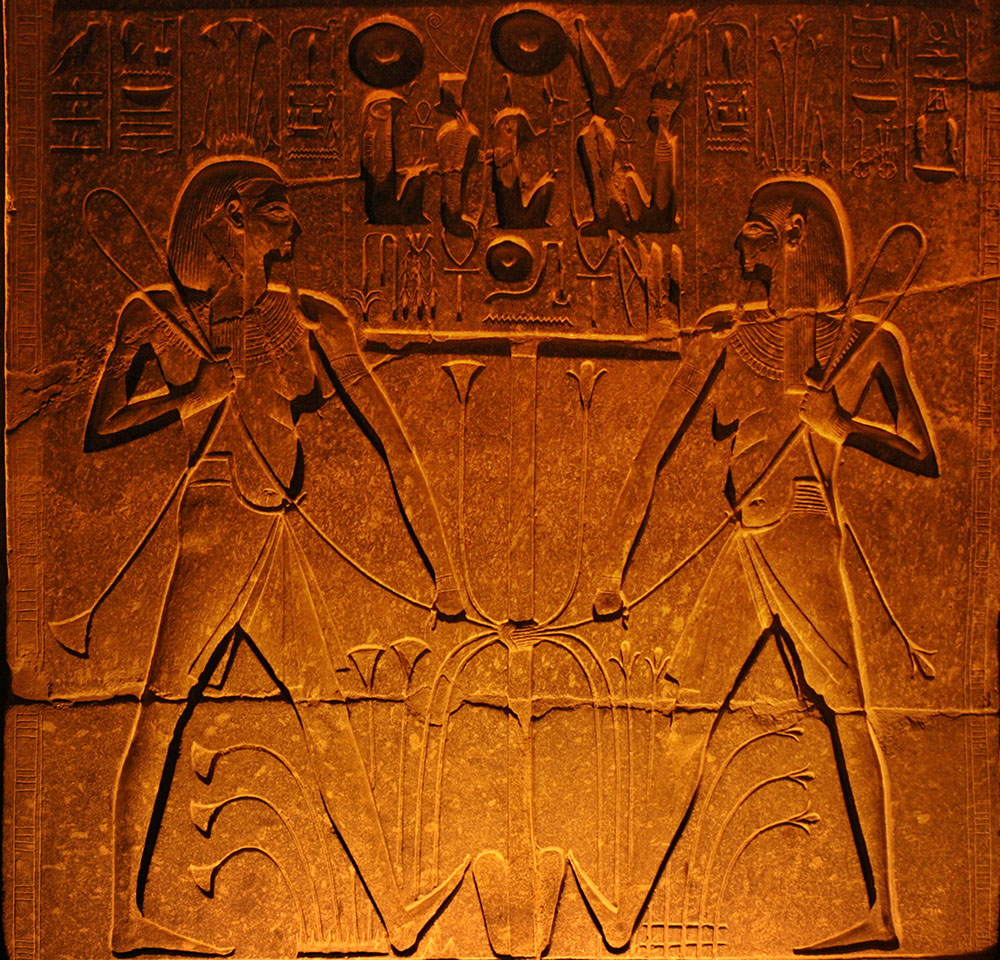
Напис на стіні
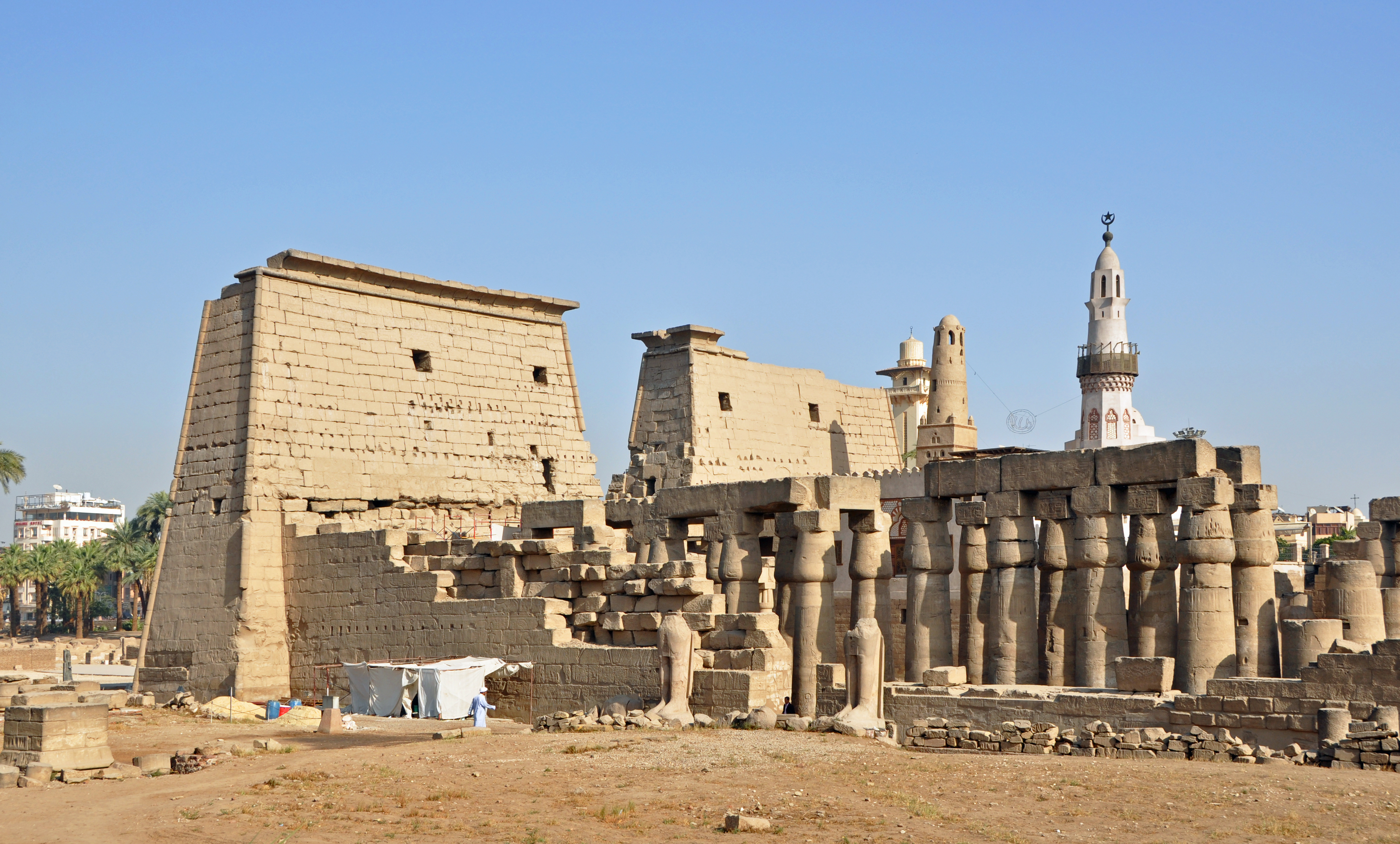
Північно-Західна частина
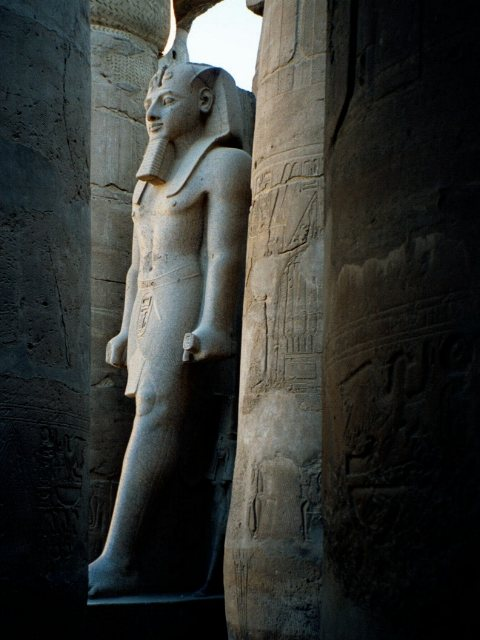
Статуя фараона у Луксорському храмі
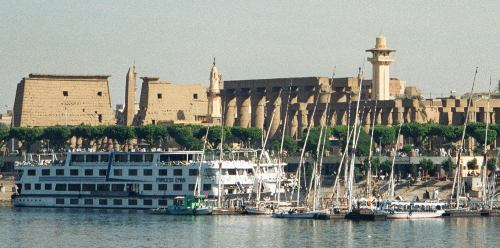
Панорамний вигляд Луксору
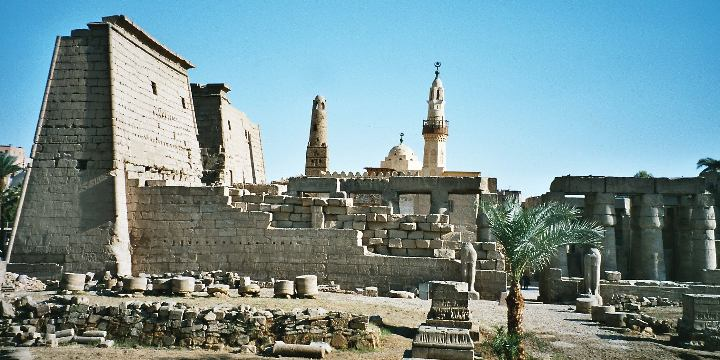
Луксорський храм
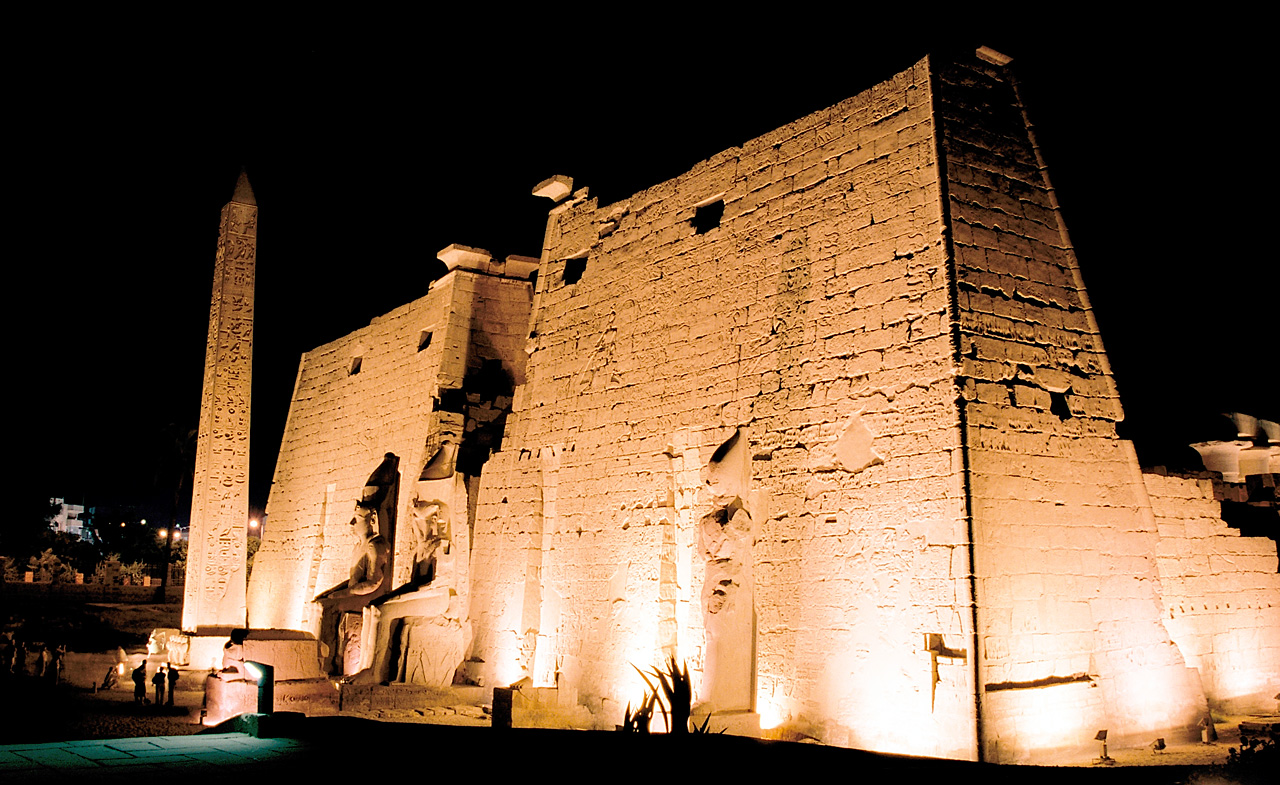
Пілони і обеліск перед входом до Луксорського храму
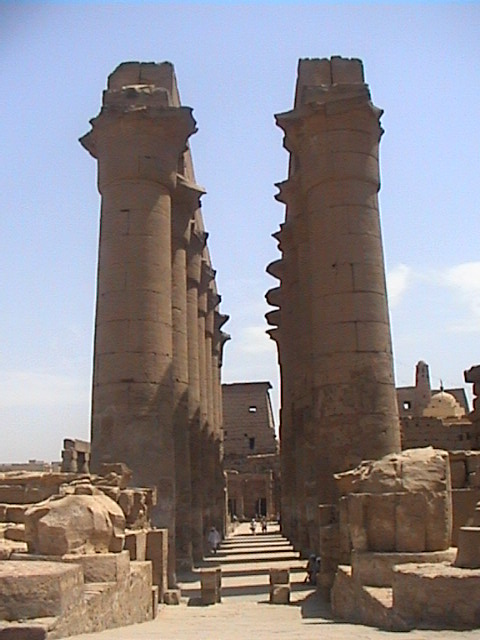
Ряди колон в Луксорськом храмі
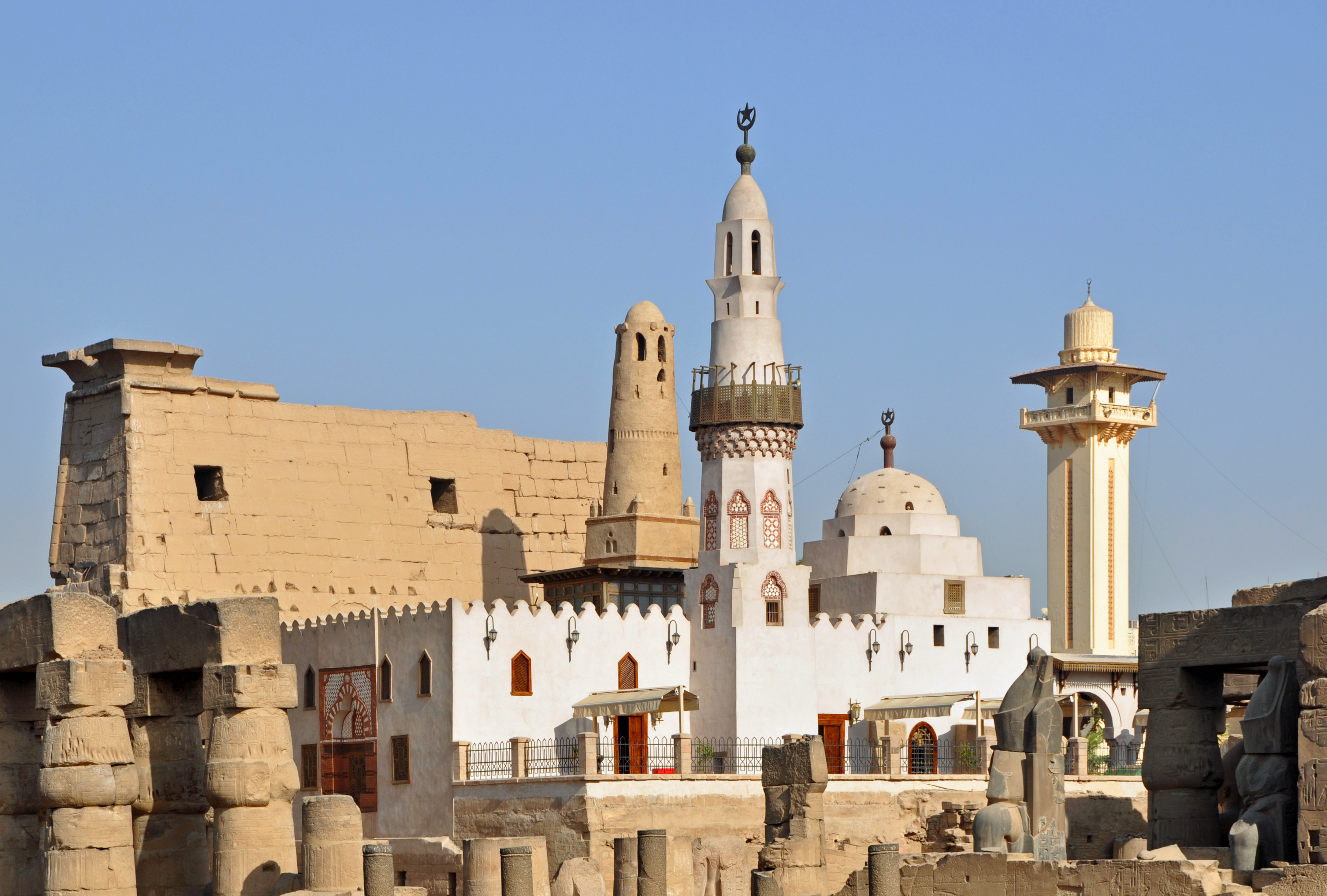
Мечеть Абу-л-Хагага всередині Луксорського храму
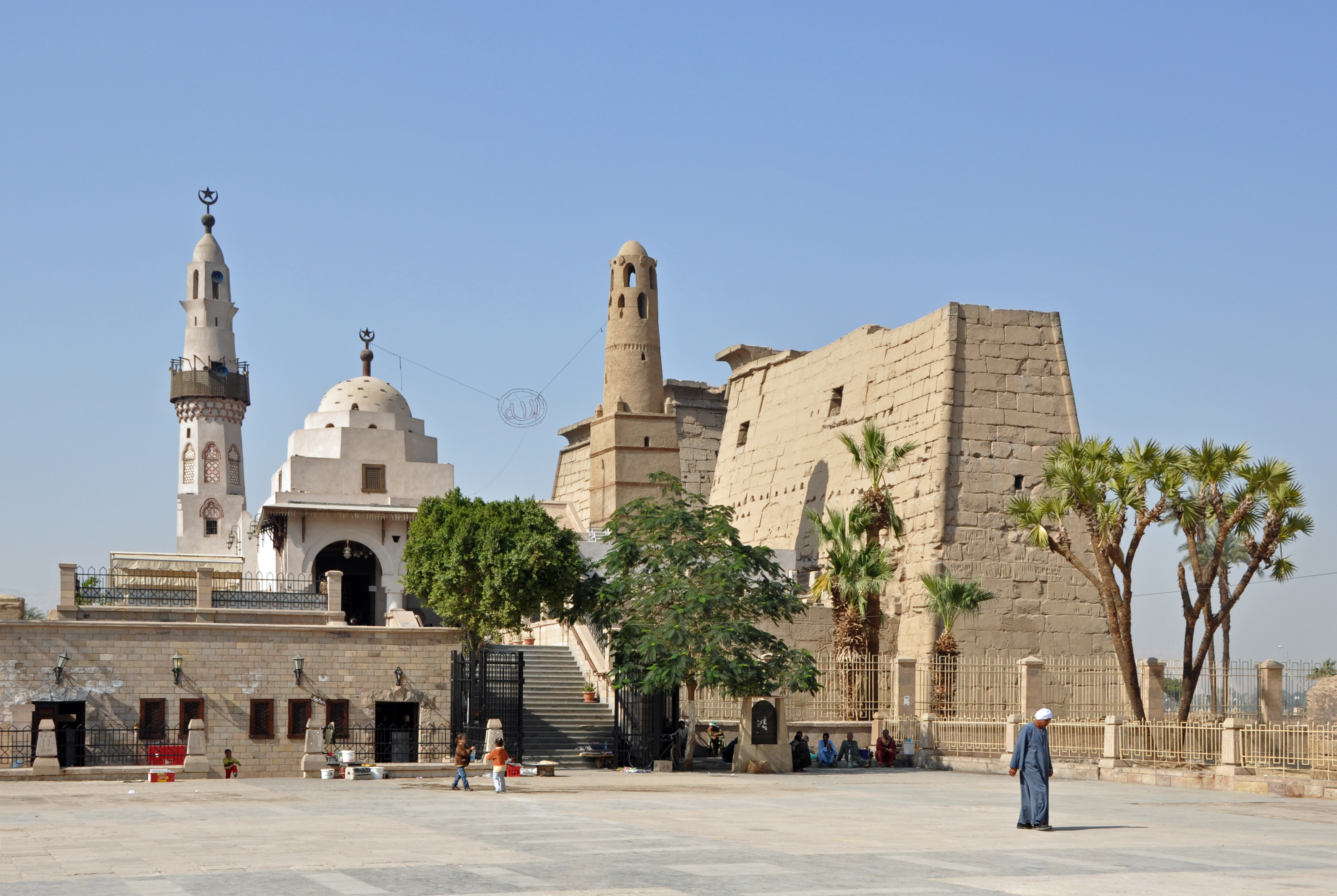
Мечеть Абу-л-Хагага всередині Луксорського храму
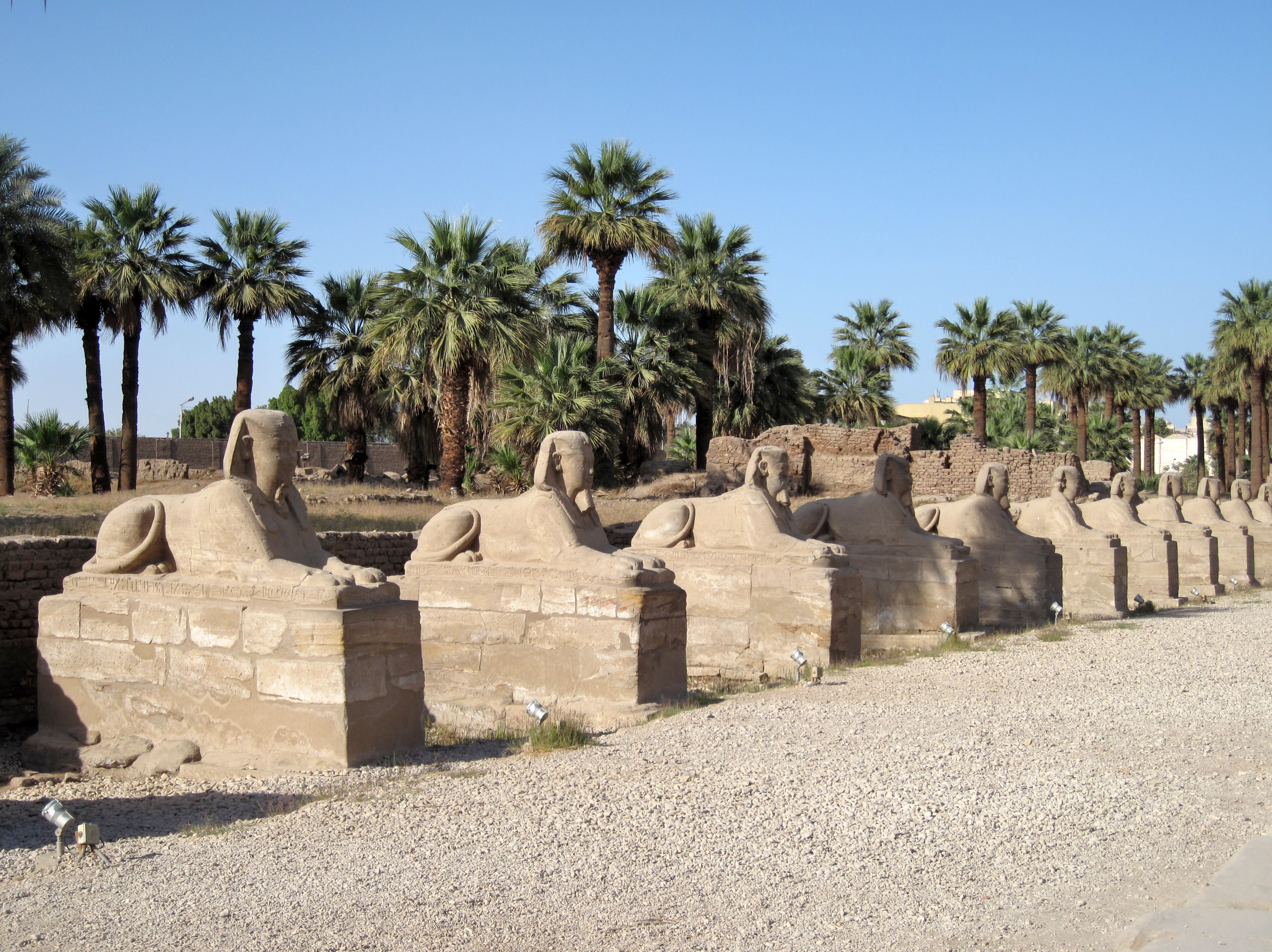
Велика Алея сфінксів до Луксорского храму
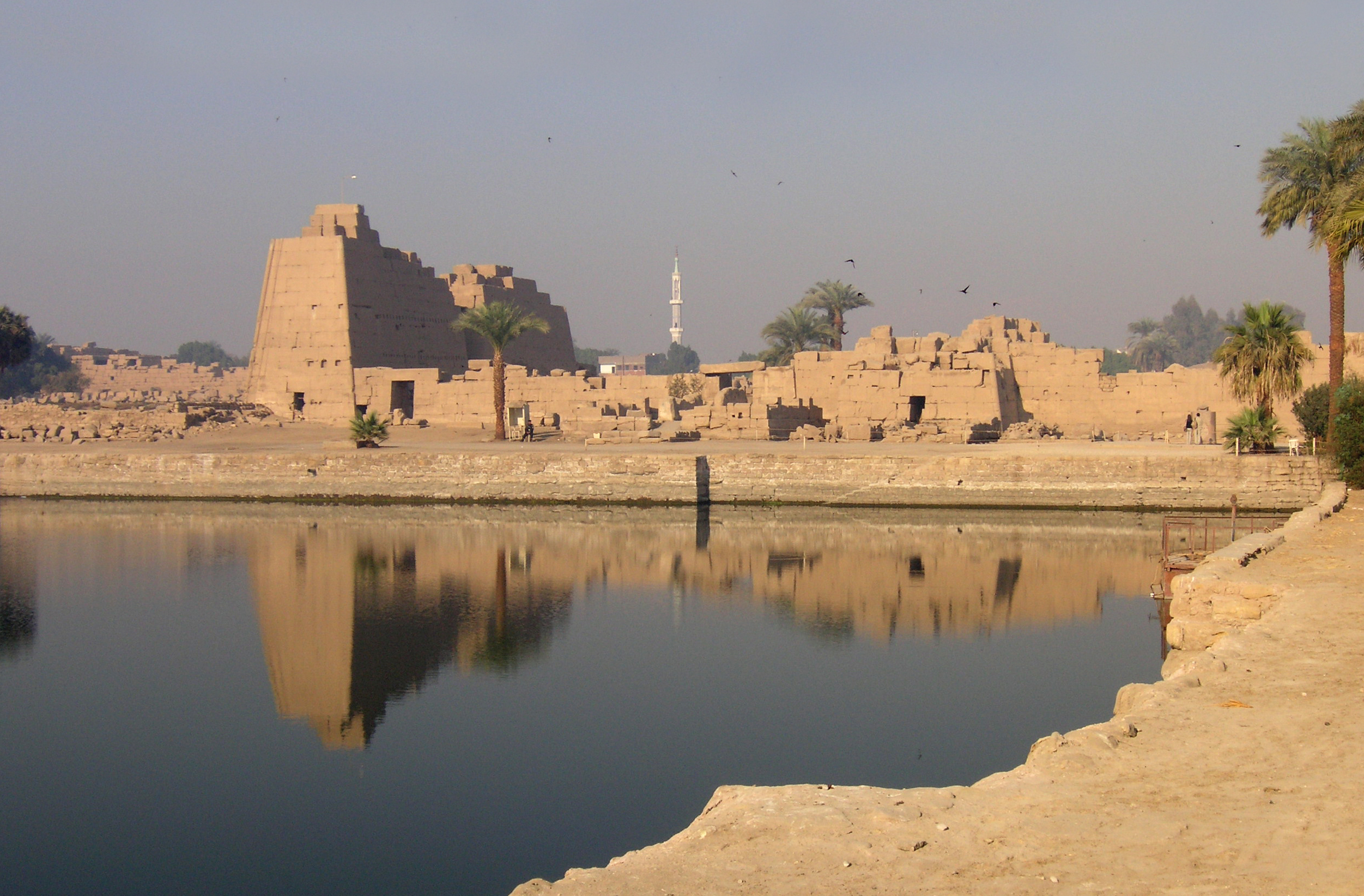
Карнакський храм
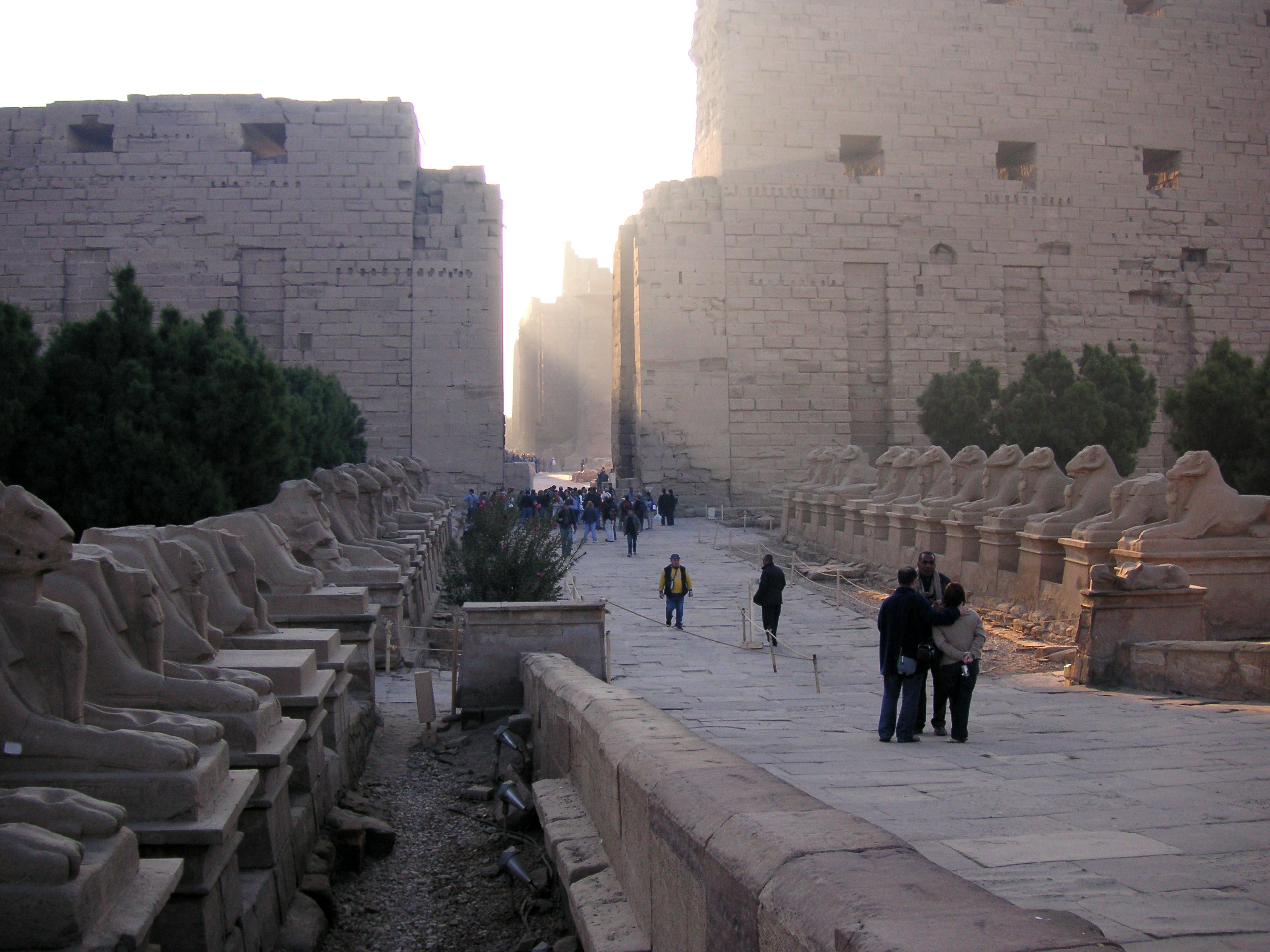
Карнакський храм. Мала алея бараноголових сфінксів
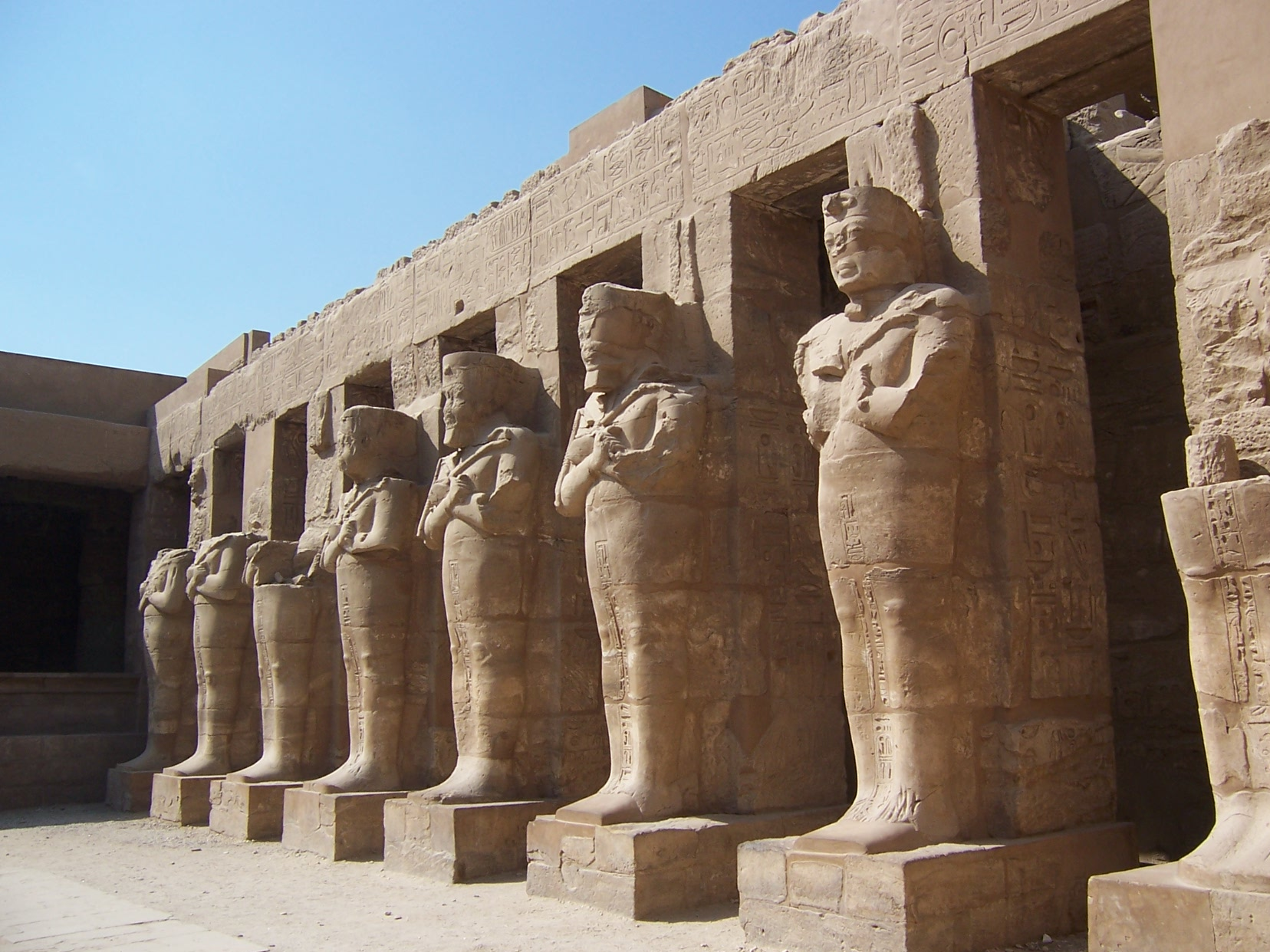
Карнакський храм. Зал каріатид
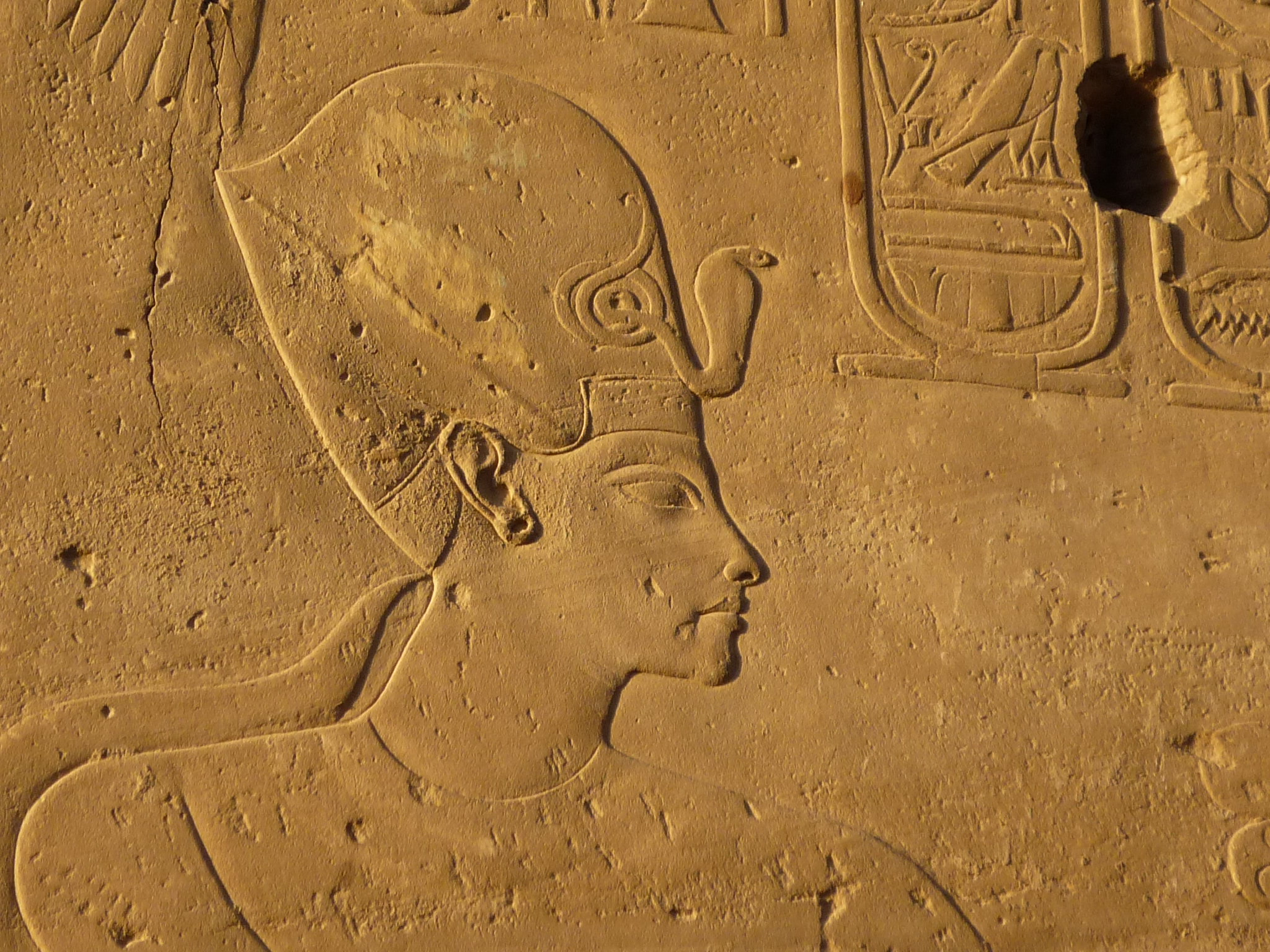
Луксорський храм. Фараон Хоремхеб

## Галерея сучасного міста

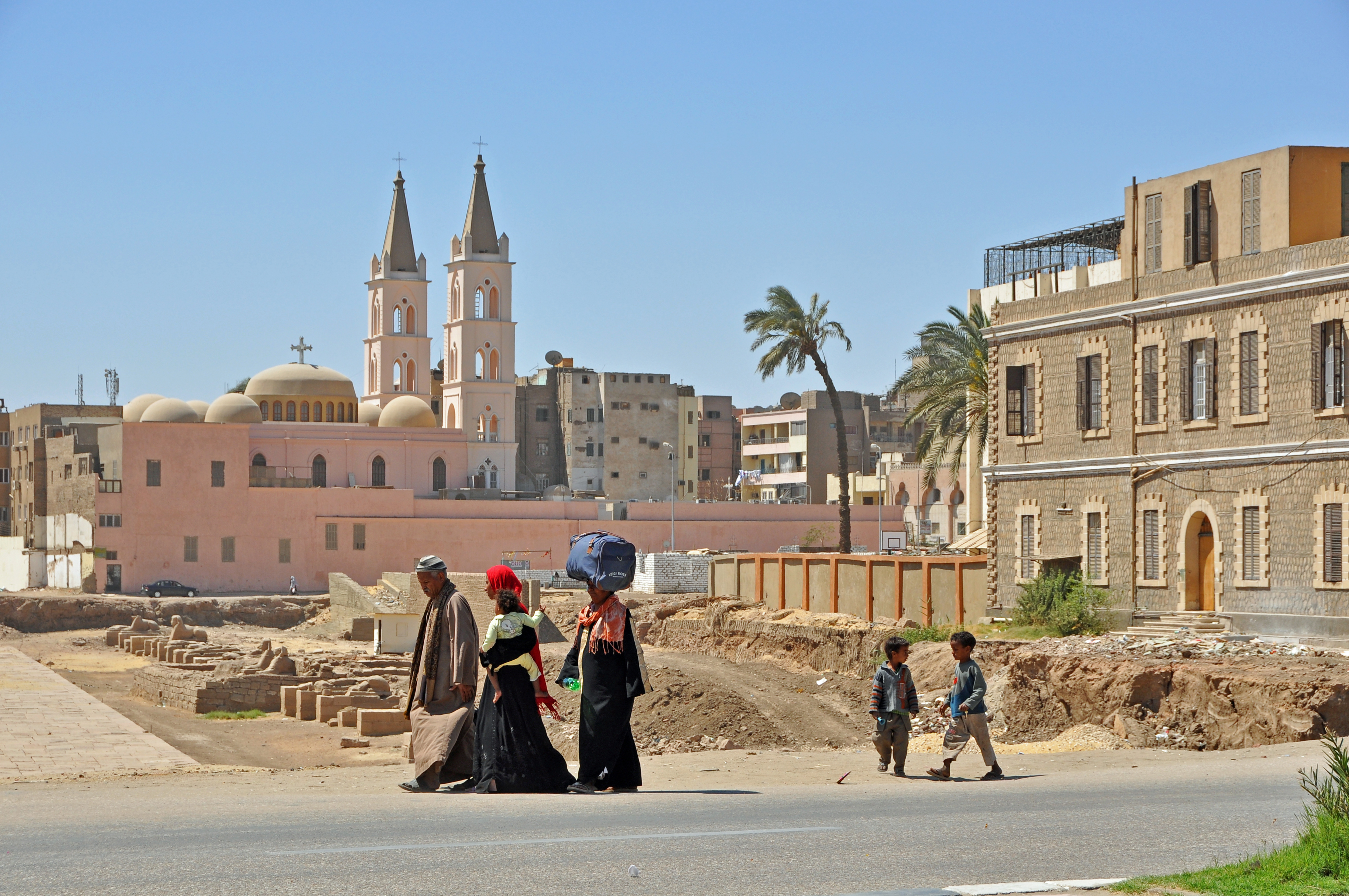
Луксорська вулиця
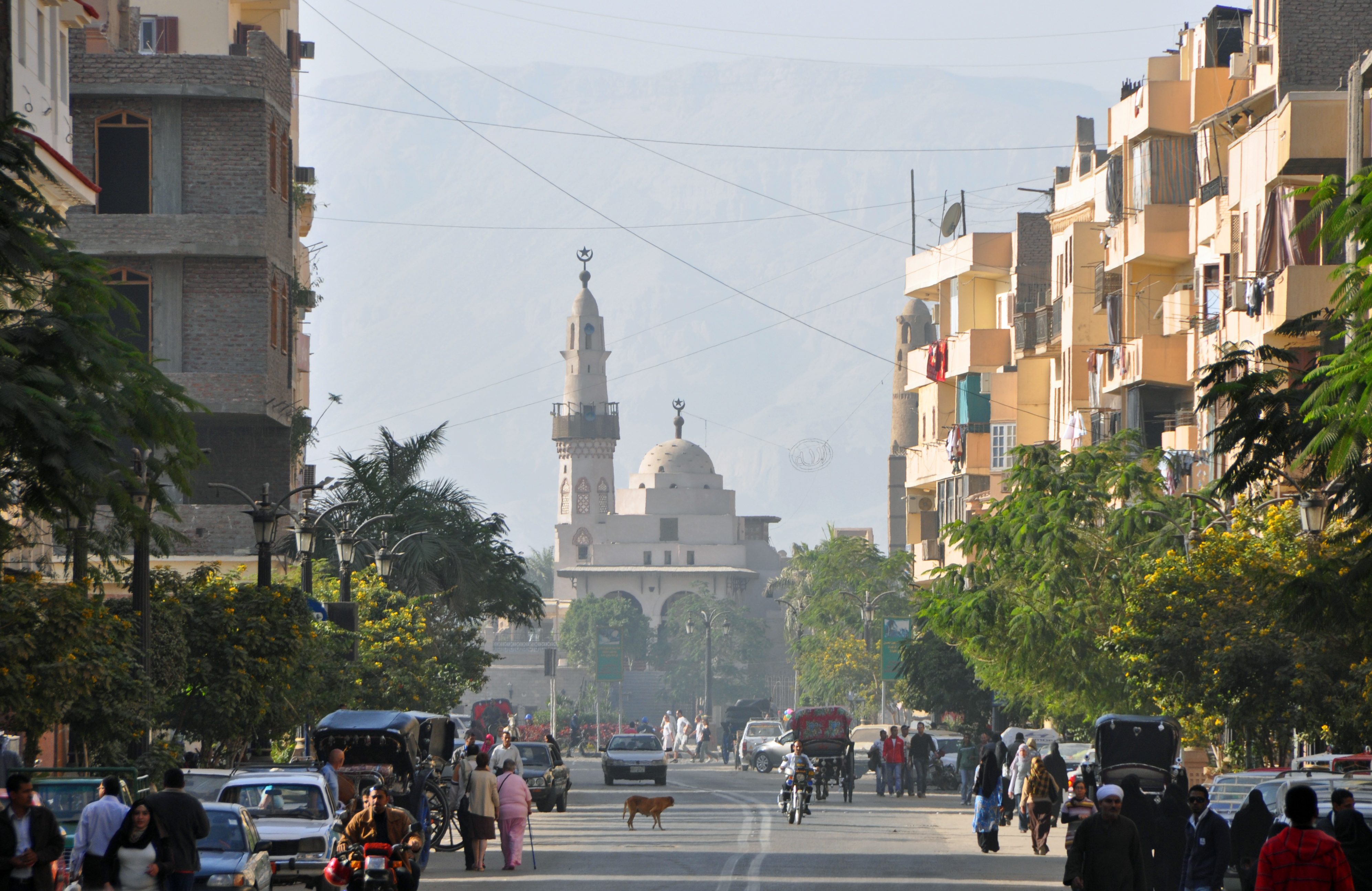
Вулиця Стейшн Стріт (Station Street), Луксор
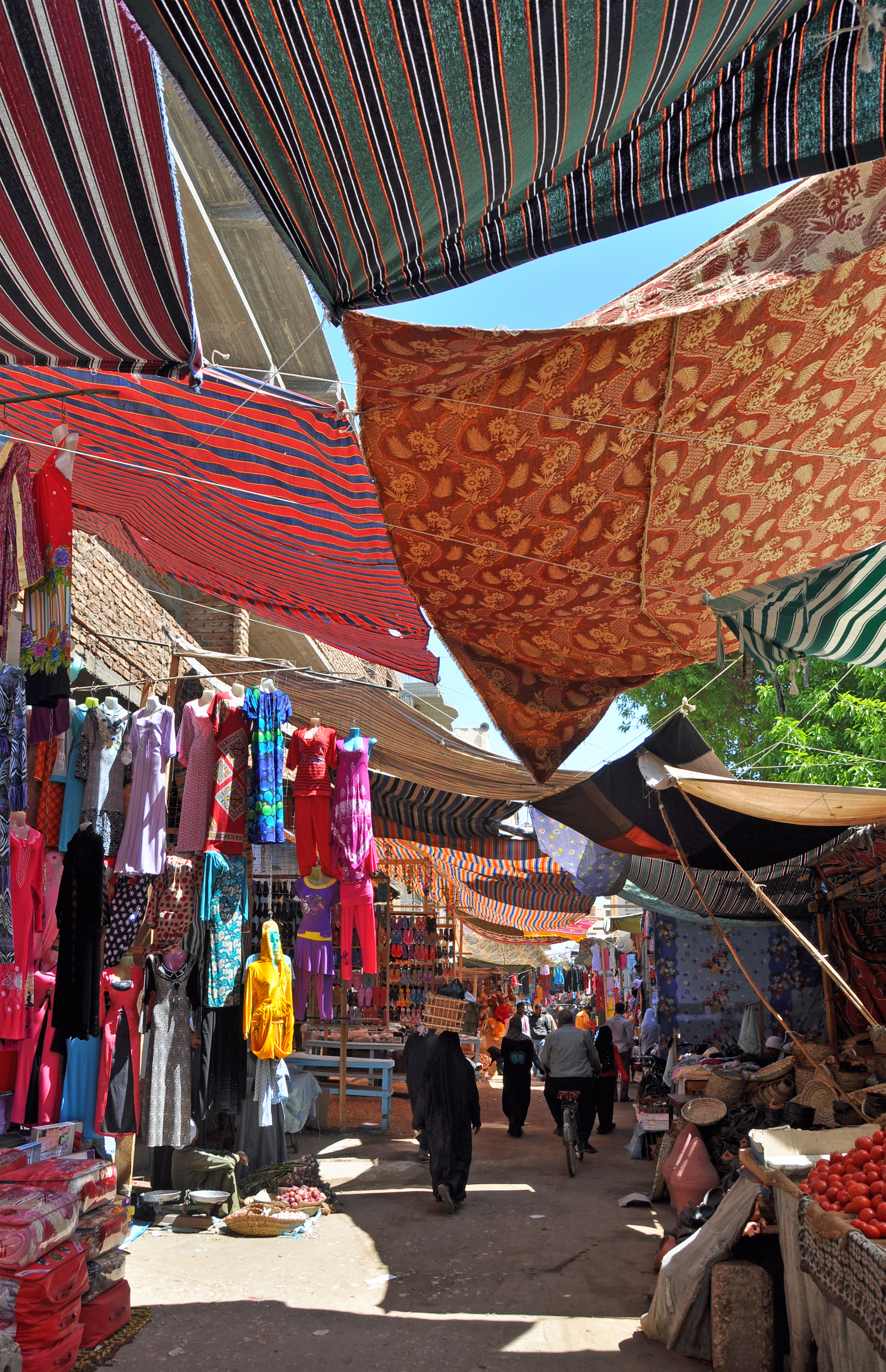
Ринок
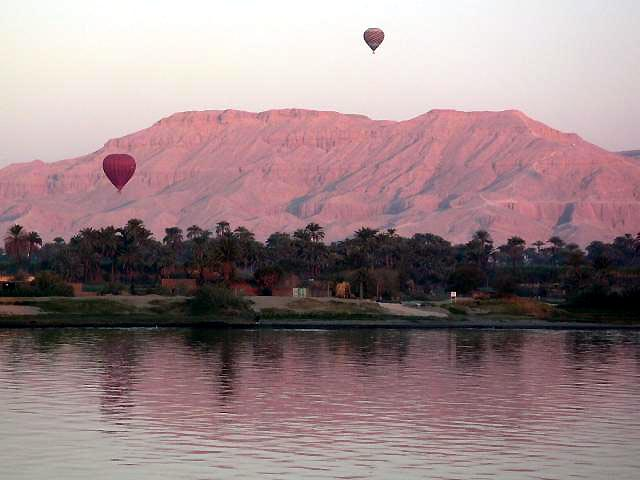
Знімок з повітряної кулі з західного берега
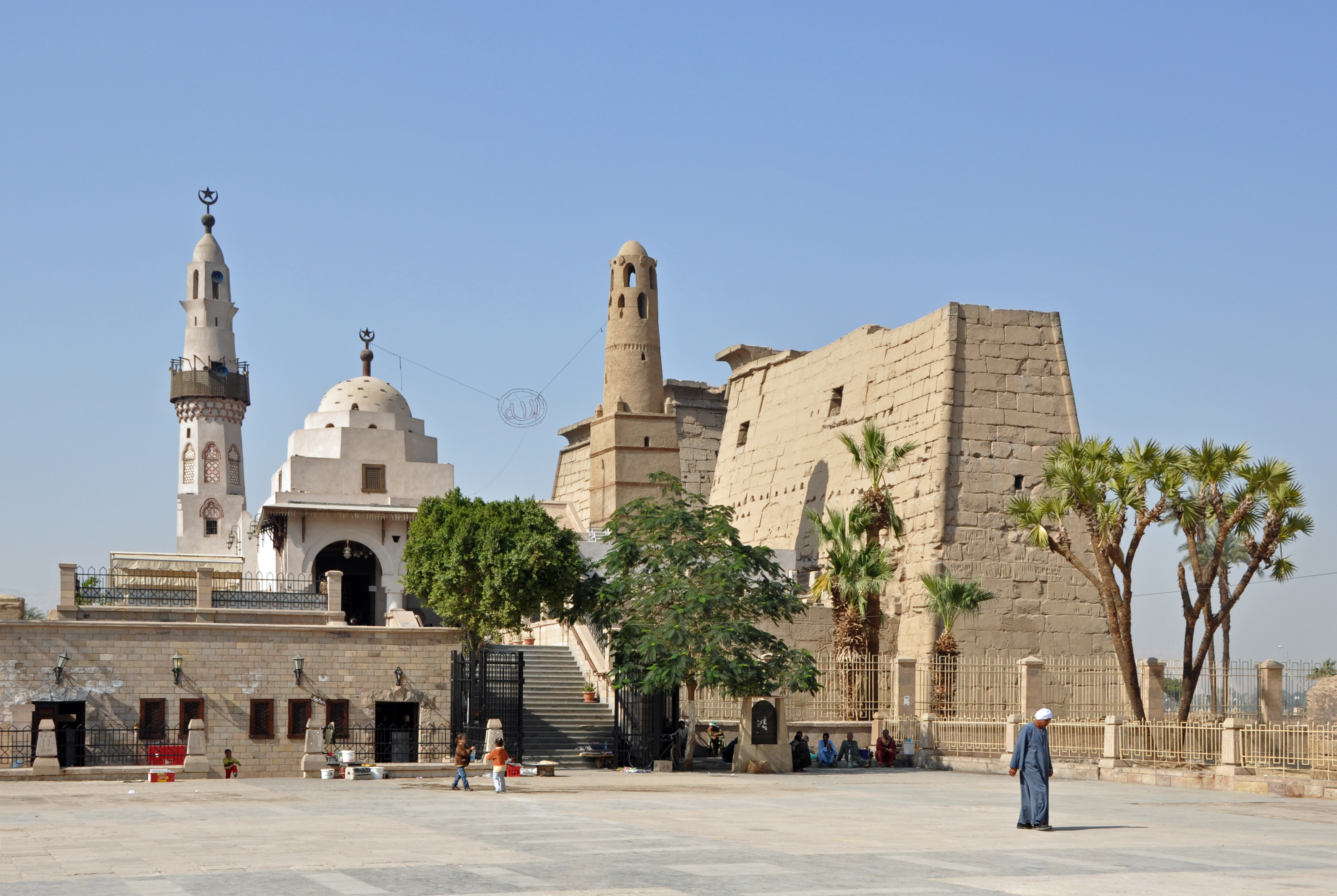
Мечеть Абу-л-Хагага всередині Луксорського храму
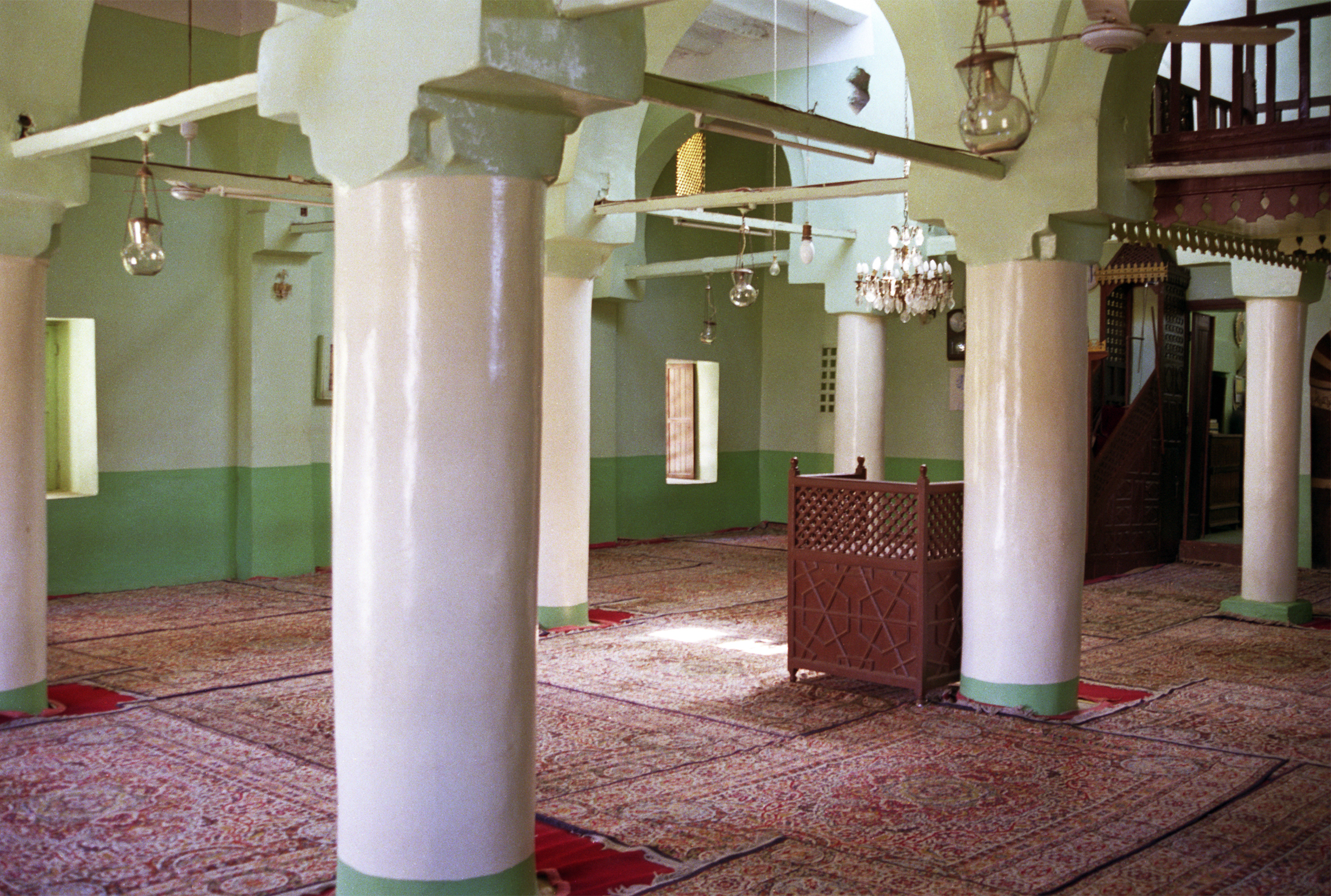
Мечеть Абу-л-Хагага, інтер'єр
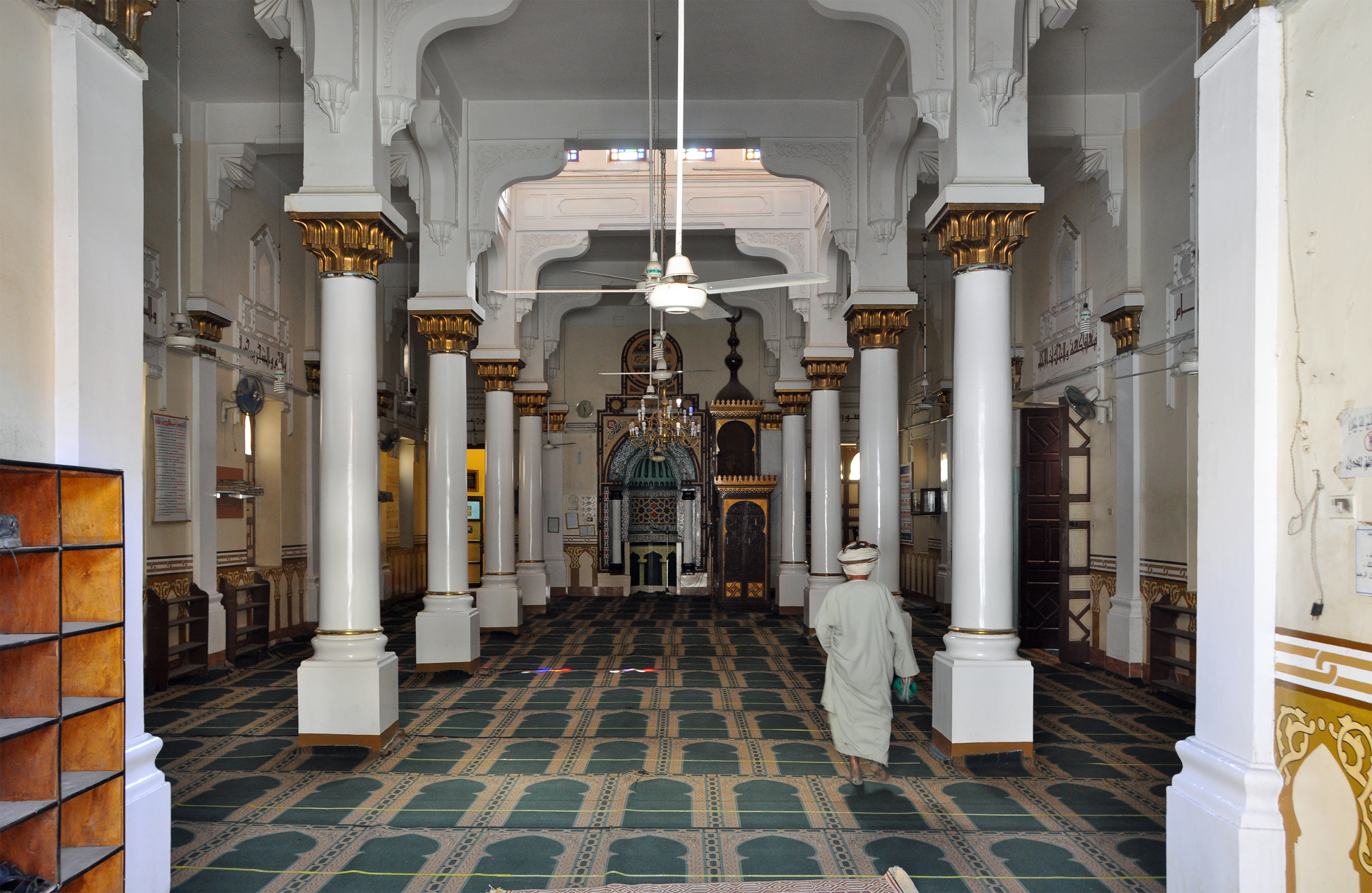
Мечеть на вулиці Маншея Стріт (Mansheya Street)
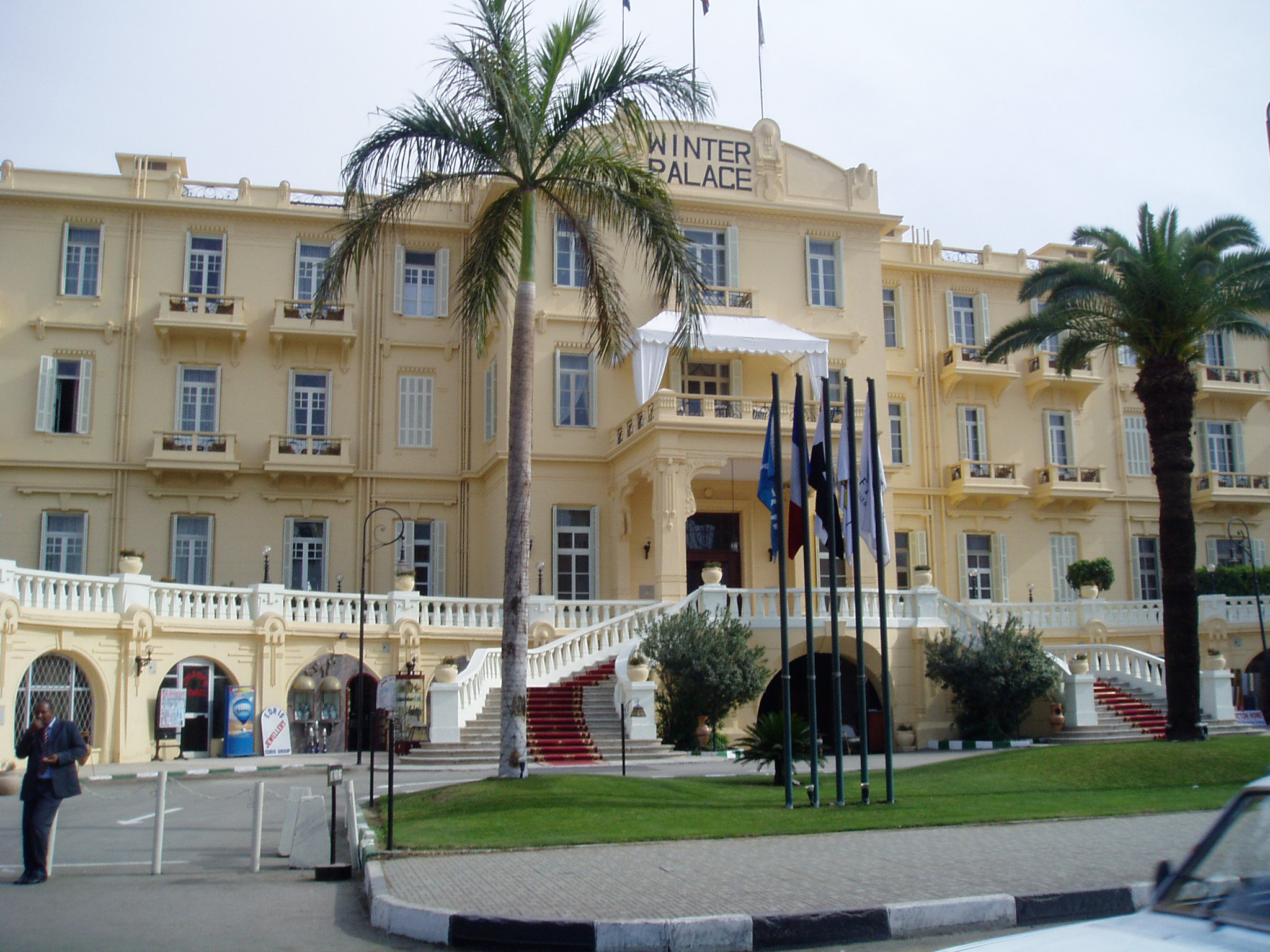
Готель Winter Palace («Зимовий палац»)
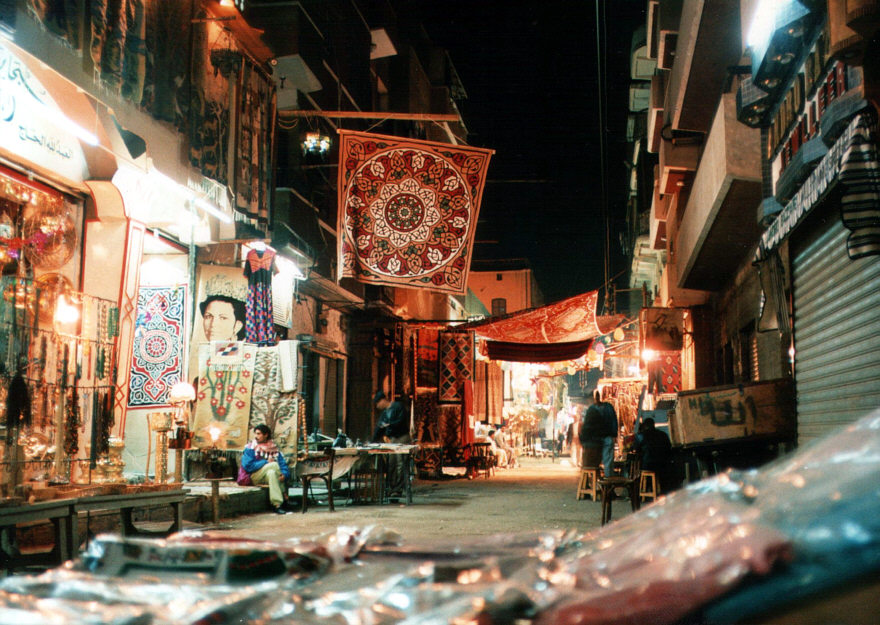
Вуличний базар
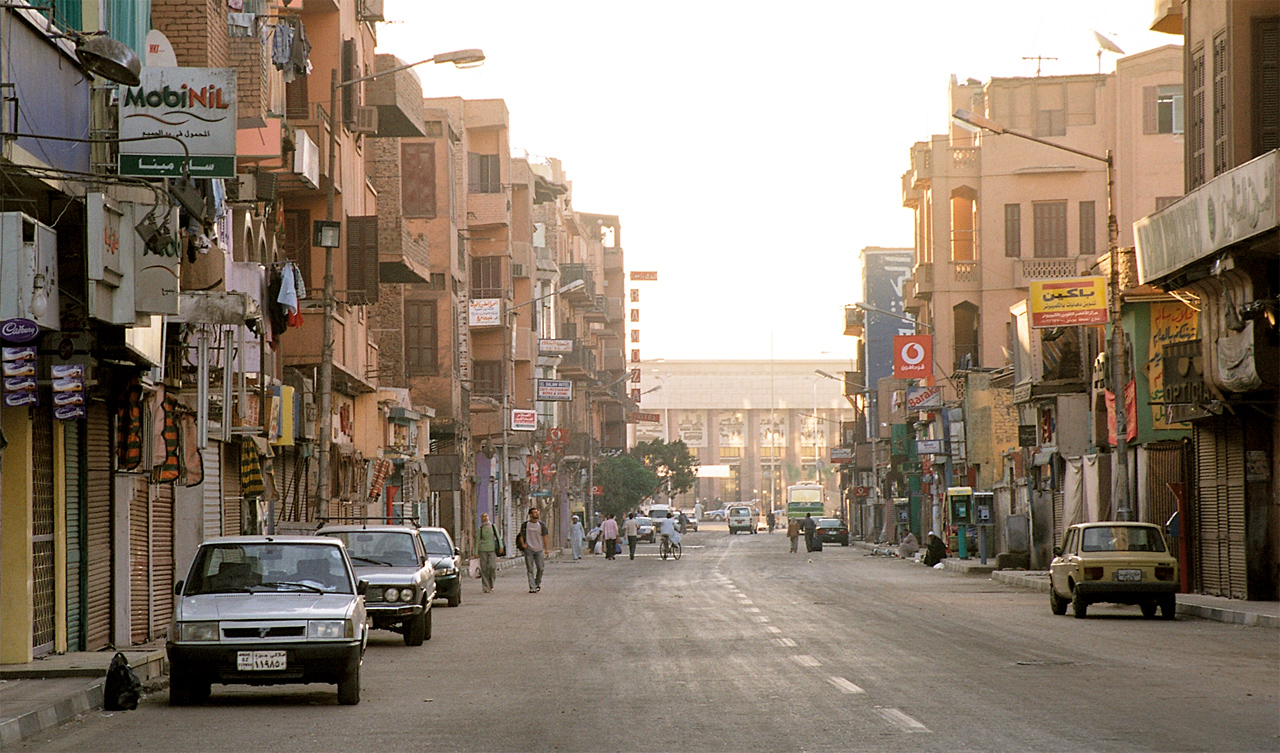
Вулиця житлового району
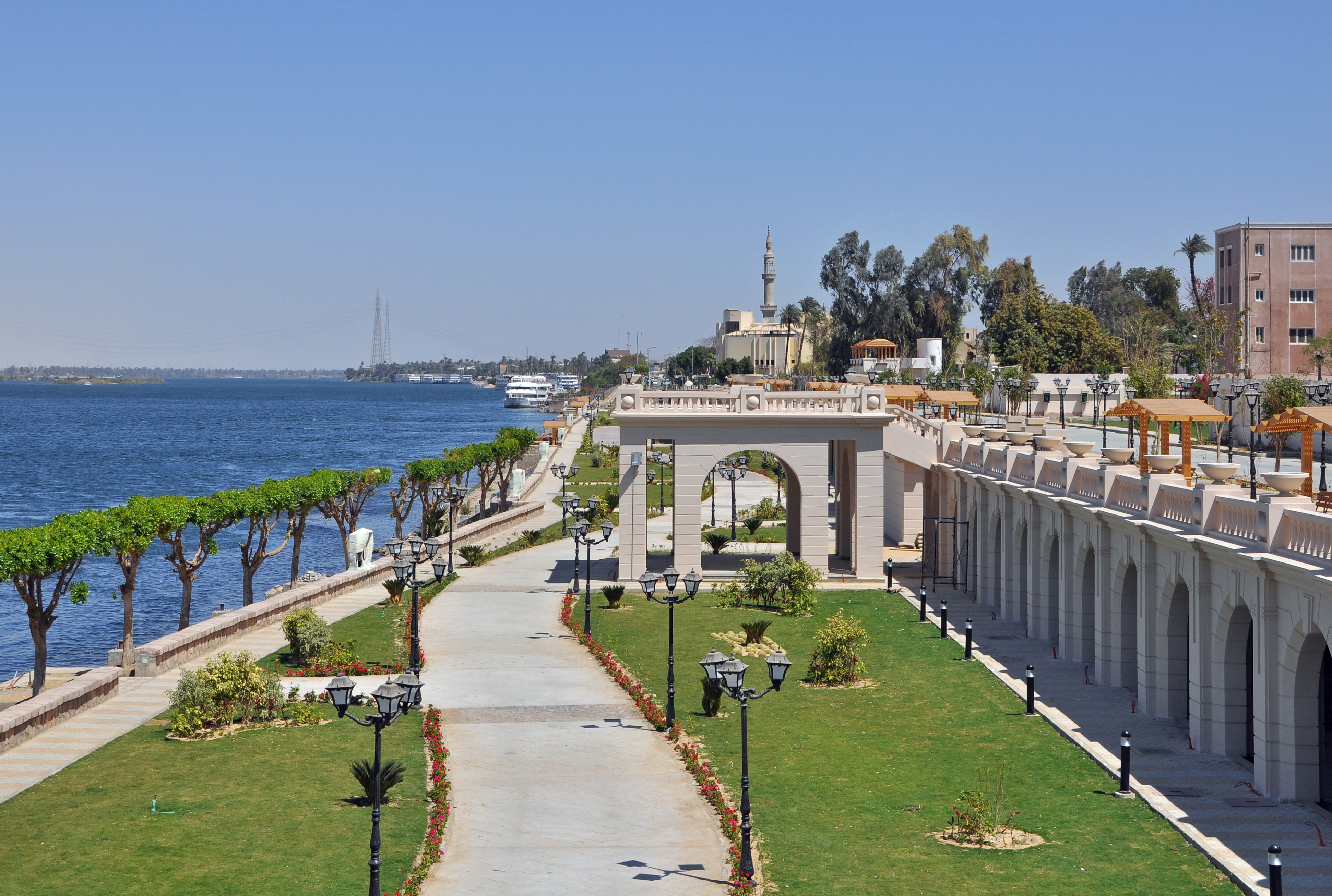
Нова набережна
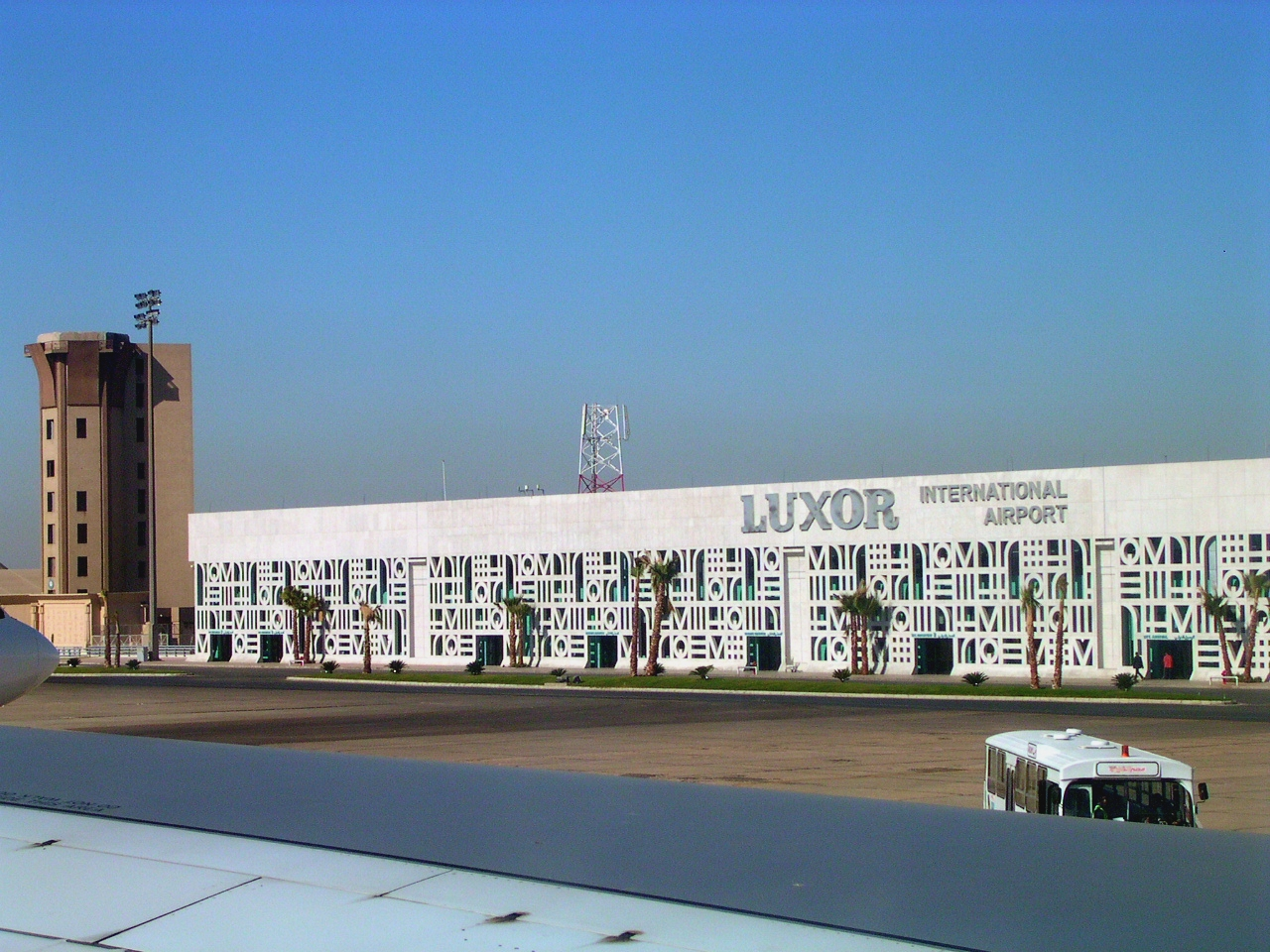
Міжнародний аеропорт Луксору
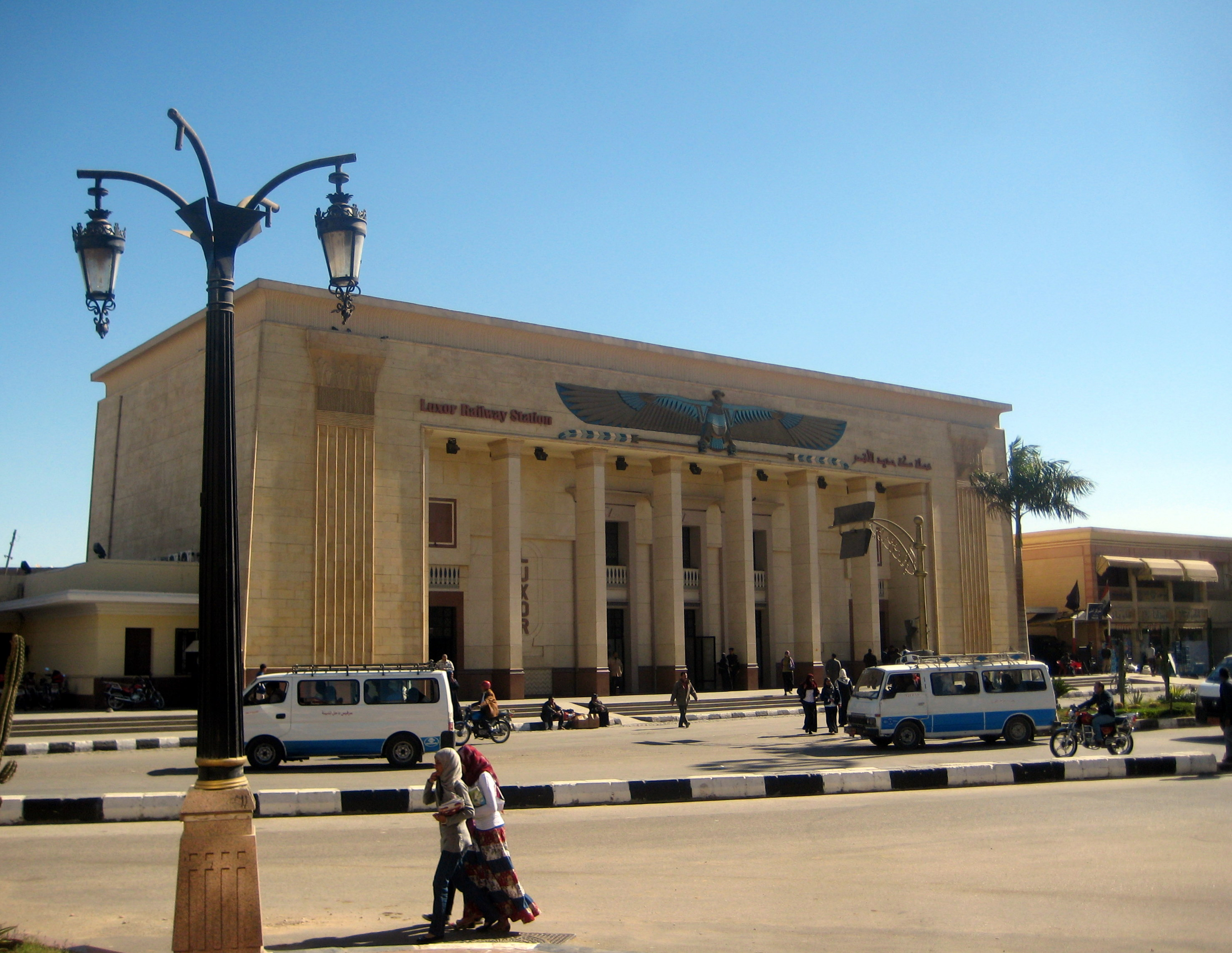
Луксорський вокзал
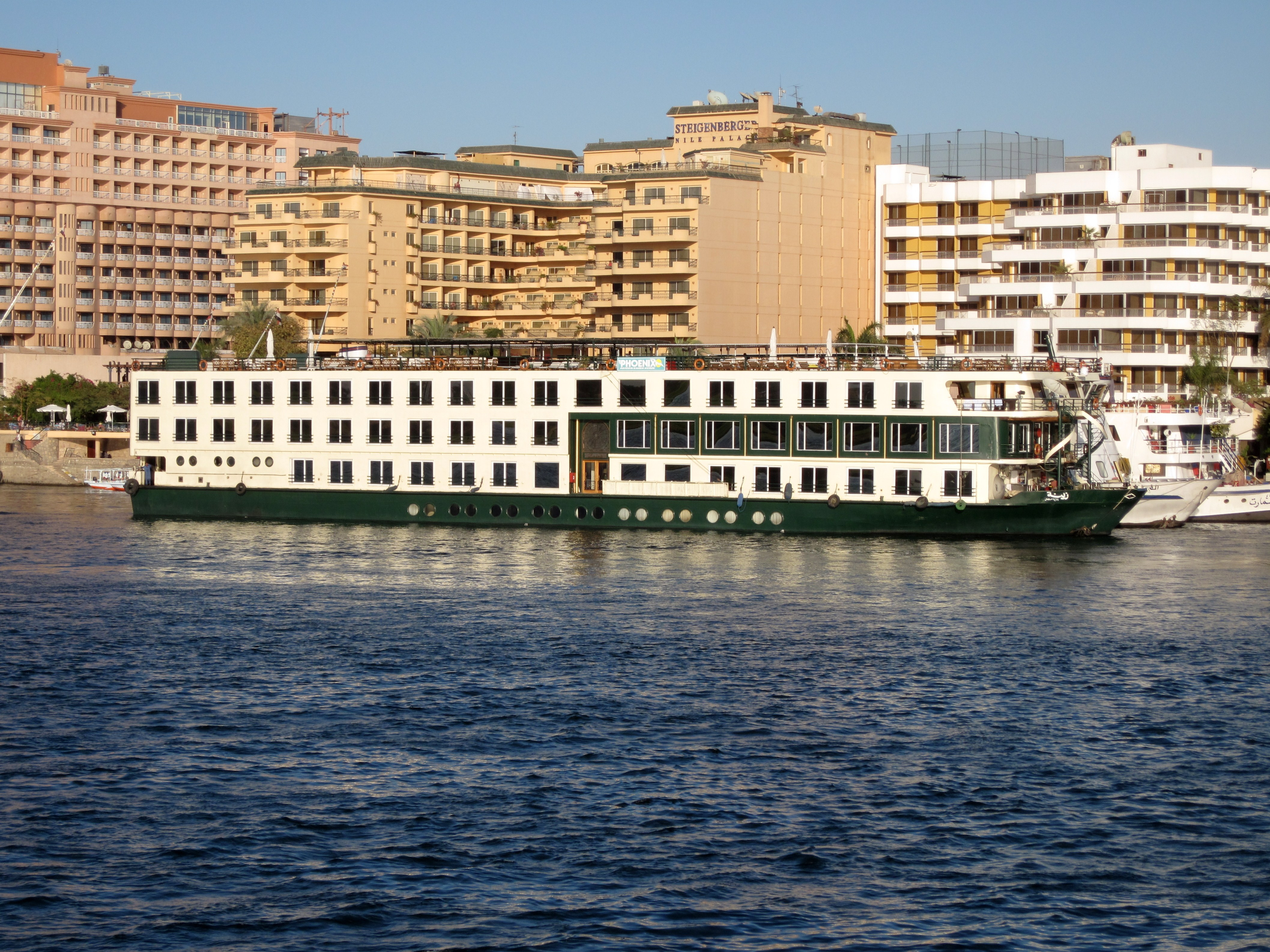
Круїзні річкові лайнери у районі великих готелів
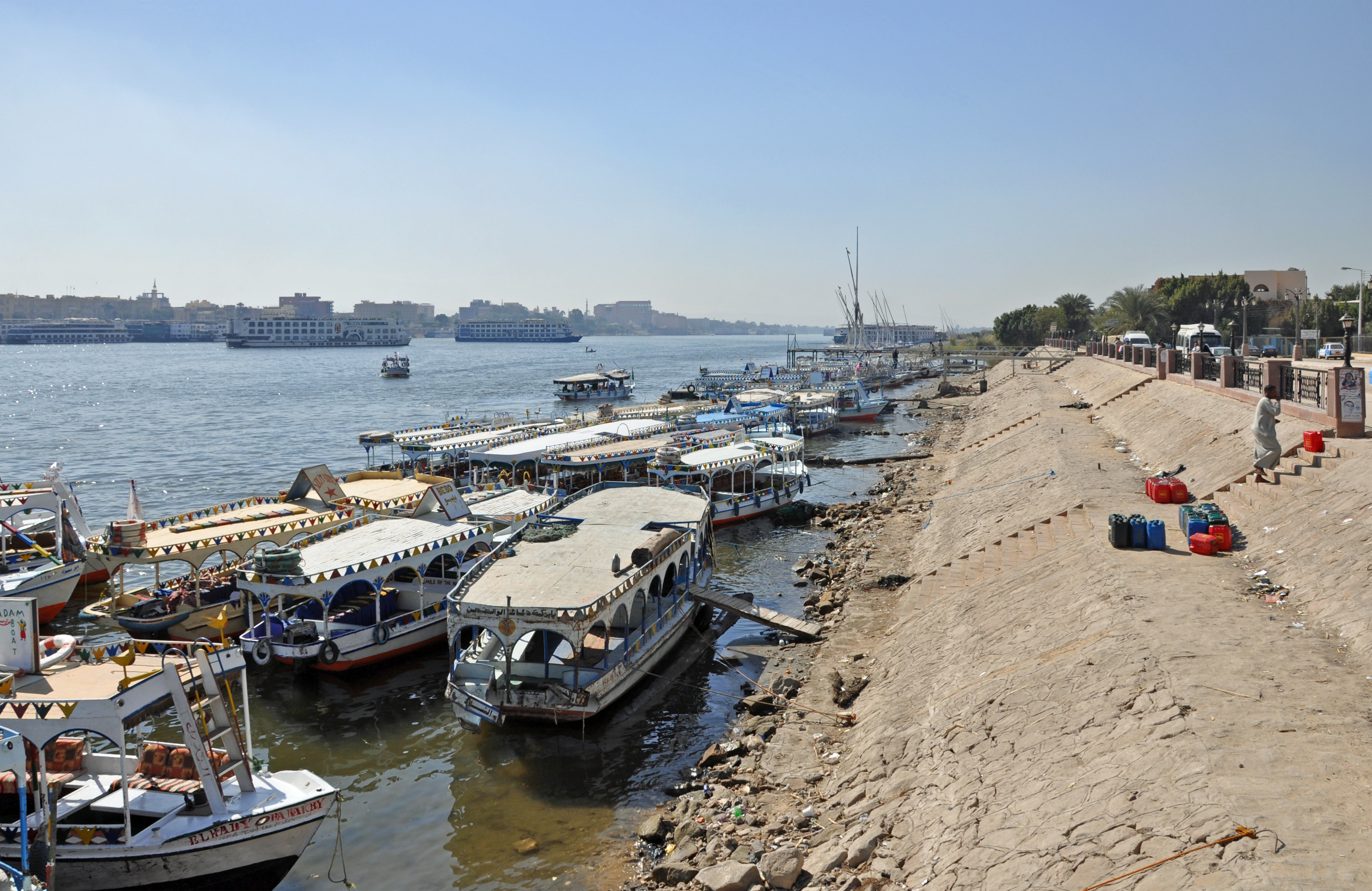
Малі судна для прогулянок